# Liste der Kulturdenkmale in Plagwitz (Leipzig), A–K
Die Liste der Kulturdenkmale in Plagwitz (Leipzig) enthält die Kulturdenkmale des Leipziger Stadtteils Plagwitz, die in der Denkmalliste vom Landesamt für Denkmalpflege Sachsen mit Stand 20173 erfasst wurden.
Aus Platzgründen ist diese Liste geteilt. In dieser Liste sind die Kulturdenkmale in den Straßen mit den Anfangsbuchstaben A–K sowie ohne direkte Straßenangabe erfasst. Die Kulturdenkmale in den Straßen L–Z sind in der Liste der Kulturdenkmale in Plagwitz (Leipzig), L–Z aufgeführt.

## Legende
- Bild: Bild des Kulturdenkmals, ggf. zusätzlich mit einem Link zu weiteren Fotos des Kulturdenkmals im Medienarchiv Wikimedia Commons. Wenn man auf das Kamerasymbol klickt, können Fotos zu Kulturdenkmalen aus dieser Liste hochgeladen werden:
- Bezeichnung: Denkmalgeschützte Objekte und ggf. Bauwerksname des Kulturdenkmals
- Lage: Straßenname und Hausnummer oder Flurstücknummer des Kulturdenkmals. Die Grundsortierung der Liste erfolgt nach dieser Adresse. Der Link (Karte) führt zu verschiedenen Kartendiensten mit der Position des Kulturdenkmals. Fehlt dieser Link, wurden die Koordinaten noch nicht eingetragen. Sind diese bekannt, können sie über ein Tool mit einer Kartenansicht einfach nachgetragen werden. In dieser Kartenansicht sind Kulturdenkmale ohne Koordinaten mit einem roten bzw. orangen Marker dargestellt und können durch Verschieben auf die richtige Position in der Karte mit Koordinaten versehen werden. Kulturdenkmale ohne Bild sind an einem blauen bzw. roten Marker erkennbar.
- Datierung: Baubeginn, Fertigstellung, Datum der Erstnennung oder grobe zeitliche Einordnung entsprechend des Eintrags in der sächsischen Denkmaldatenbank
- Beschreibung: Kurzcharakteristik des Kulturdenkmals entsprechend des Eintrags in der sächsischen Denkmaldatenbank, ggf. ergänzt durch die dort nur selten veröffentlichten Erfassungstexte oder zusätzliche Informationen
- ID: Vom Landesamt für Denkmalpflege Sachsen vergebene, das Kulturdenkmal eindeutig identifizierende Objekt-Nummer. Der Link führt zum PDF-Denkmaldokument des Landesamtes für Denkmalpflege Sachsen. Bei ehemaligen Kulturdenkmalen können die Objektnummern unbekannt sein und deshalb fehlen bzw. die Links von aus der Datenbank entfernten Objektnummern ins Leere führen. Ein ggf. vorhandenes Icon  führt zu den Angaben des Kulturdenkmals bei Wikidata.

## Liste der Kulturdenkmale in Plagwitz, A–K
| Bild                                    | Bezeichnung | Lage                                                                                          | Datierung | Beschreibung | ID       |
| --------------------------------------- | --- | --------------------------------------------------------------------------------------------- | --- | --- | -------- |
| Weitere Bilder                          | Bahnhof mit Empfangsgebäude, zwei Güterabfertigungsgebäuden, Wasserturm, Toreinfahrt und Hofpflaster | Engertstraße 36; 38 (Karte)                                                                   | 1872 (Empfangsgebäude), 1897 (Wasserturm) | Empfangsgebäude abwechslungsreich gegliederter Bau in historistischen Formen, Putz-Klinker-Fassade mit Klinkergliederungen, südlich an das Empfangsgebäude anschließend ehem. Eilgutabfertigung, weiter südlich Wasserturm und zweites Güterabfertigungsgebäude, 1873 Eröffnung als Zeitzer Bahnhof der Kgl.- Preußischen Staatseisenbahnen, seit 1922 Bahnhof Leipzig-Plagwitz, siehe auch Industriebahnhof Leipzig-Plagwitz (Röckener Straße 2-34) und Bahnbetriebswerke Leipzig-Plagwitz (OT Kleinzschocher, Ruststraße o. Nummer und Schönauer Straße 113) sowie Stellwerk B 3 (OT Neulindenau), neben Leutzsch die interessanteste Anlage eines Vorstadtbahnhofes in Leipzig, wichtiges Zeugnis der regionalen Eisenbahnentwicklung, ortsgeschichtliche und verkehrsgeschichtliche sowie baugeschichtliche Bedeutung | 09264028 |
|                                         | Einzeldenkmal der Sachgesamtheit Plagwitz-Lindenauer Industriebahn: ehemalige Eisenbahnbrücke des Industriegleises über einen Verbindungsgraben zwischen Weißer Elster und Karl-Heine-Kanal (siehe auch Sachgesamtheitsliste - Obj. 09262777) | (Karte)                                                                                       | um 1880, Bogenbrücke (Eisenbahnbrücke), Umbau um 1910, Balkenbrücke (Eisenbahnbrücke)                                                             | kombinierte Konstruktion aus einem gemauerten Brückenbogen (Zonengewölbe) und einer später hinzugefügten eisernen Balkenbrücke, baugeschichtlich, eisenbahngeschichtlich und ortsentwicklungsgeschichtlich von Bedeutung; (darauf heute das Riverboat) | 09298895 |
| Weitere Bilder                          | Sachgesamtheit Plagwitz-Lindenauer Industriebahn, mit dem Einzeldenkmal: ehemalige Eisenbahnbrücke (siehe Einzeldenkmalliste - Obj. 09298895), sowie Gleisanlagen bzw. Verlauf der Industriegleise (als Sachgesamtheitsteile) - (siehe auch Sachgesamtheitsliste, OT Lindenau - Obj. 09305231, OT Neulindenau - Obj. 09305232, OT Schönau - Obj. 09305233) | (Karte)                                                                                       | 1879, später erweitert (Eisenbahnanlage) | eine Anschlussbahn in den Ortsteilen Lindenau, Neulindenau, Plagwitz und Schönau, die mit der industriellen Entwicklung und besonders mit dem Karl-Heine-Kanal und dem Ausbau des Leipziger Hafens in Verbindung stehen, ortsentwicklungsgeschichtlich und technikgeschichtlich von Bedeutung | 09262777 |
| Weitere Bilder                          | Sachgesamtheit Karl-Heine-Kanal: Kanal und Uferbefestigungen (als Sachgesamtheitsteile) - (siehe auch Sachgesamtheitsliste, OT Lindenau - Obj. 09305324, und OT Neulindenau - Obj. 09305325) sowie Ufereinfassung an der König-Albert-Brücke als Einzeldenkmal (siehe Einzeldenkmalliste, Karl-Heine-Straße - Obj. 09264131) | (Karte)                                                                                       | 1856-1864 (Kanal) | Karl-Heine-Kanal; künstlich angelegte Wasserstraße, von zahlreichen Brücken überspannt, initiiert von Karl Heine (1819-1888), Fabrikant und Politiker, Schöpfer der Leipziger Westvorstadt, ortshistorische und technikgeschichtliche Bedeutung | 09290819 |
| Direkt Bild zu diesem Denkmal hochladen | Platzanlage | Alte Straße - (Karte)                                                                         | um 1895 (Schmuckplatz) | Grünfläche der kleinen Platzanlage zwischen Rathaus Plagwitz und ehemaliger Plagwitzer Post, ortsentwicklungsgeschichtlich von Bedeutung | 09299180 |
|                                         | Mietshaus in ehemals geschlossener Bebauung | Alte Straße 1 (Karte)                                                                         | um 1895 (Mietshaus) | späthistoristische Klinkerfassade mit Kunststeingliederungen, ortsentwicklungsgeschichtlich und baugeschichtlich von Bedeutung | 09264006 |
|                                         | Villa, mit Villengarten | Alte Straße 2 (Karte)                                                                         | um 1875 (Villa) | Putzbau in historistischen Formen, Sandsteingliederungen, Mansarddach, verschiedene Vor- und Anbauten (siehe auch Alte Straße 4, ehemals Nebengebäude des Villenanwesens), Wohnsitz der Buchdruckereibesitzerfamilie Giesecke (Mitinhaber der Verlagsbuchhandlung Theodor Hofmann und B. G. Teubner), ortsentwicklungsgeschichtlich, baugeschichtlich und gartengeschichtlich von Bedeutung | 09264007 |
| Direkt Bild zu diesem Denkmal hochladen | Ehemalige Kutscherwohnung mit Remise | Alte Straße 4 (Karte)                                                                         | um 1900 (Kutscherwohnung) | früher Nebengebäude der Villa Alte Straße 2, Klinkerbau im Landhausstil um 1900, Klinker- und Steingliederungen, verbretterter Giebel, winkliger Anbau zum Nachbargebäude Alte Straße 6, ortsentwicklungsgeschichtlich und baugeschichtlich von Bedeutung | 09264008 |
|                                         | Mietshaus in ehemals geschlossener Bebauung in Ecklage | Alte Straße 5 (Karte)                                                                         | um 1910 (Mietshaus) | opulente Putzfassade in Formen des späten Jugendstils und der Reformarchitektur um 1910, Putz- und Kunststeingliederungen und partieller Schieferverkleidung, Eckbetonung durch turmartigen Erker, Eckladen, ortsentwicklungsgeschichtlich und baugeschichtlich von Bedeutung | 09264009 |
|                                         | Ehemaliger Gasthof | Alte Straße 6 (Karte)                                                                         | 1859 (Gasthof) | giebelständiger Putzbau mit Putzgliederungen, Giebelgestaltung um 1915 mit Putzreliefs mit Bezug zur einstigen Funktion des Gebäudes als Restauration und Gartenlokal, ortsgeschichtlich, kulturgeschichtlich und baugeschichtlich von Bedeutung | 09264010 |
|                                         | Mietshaus in geschlossener Bebauung, mit zwei Hinterhäusern | Alte Straße 11 (Karte)                                                                        | 1888 (Mietshaus) | historistische Klinkerfassade mit Kunststeingliederungen, Fassadengestaltung spiegelbildlich zum Nachbarhaus Alte Straße 13, Tordurchfahrt und ehemals Laden, Hinterhäuser Putzbauten, ortsentwicklungsgeschichtlich und baugeschichtlich von Bedeutung | 09264011 |
|                                         | Mietshaus in geschlossener Bebauung, mit Hinterhaus | Alte Straße 13 (Karte)                                                                        | 1888-1889 (Mietshaus) | historistische Klinkerfassade mit Kunststeingliederungen, Fassadengestaltung spiegelbildlich zum Nachbarhaus Alte Straße 11, Tordurchfahrt und ehemals Laden, Hinterhaus Putzbau, ortsentwicklungsgeschichtlich und baugeschichtlich von Bedeutung | 09264012 |
|                                         | Mietshaus in geschlossener Bebauung in Ecklage | Alte Straße 20 (Karte)                                                                        | um 1900 (Mietshaus) | Klinkerfassade in Formen des ausgehenden Historismus mit Jugendstilanklängen, Kunststeingliederungen, seitlich verschobener Kastenerker, ehemals Laden, ortsentwicklungsgeschichtlich und baugeschichtlich von Bedeutung | 09264016 |
|                                         | Ehemaliges Rathaus, heute Wohnhaus | Alte Straße 22; 24 (Karte)                                                                    | 1883-1884 (Rathaus) | reicher Historismusbau mit Klinker-Sandstein-Fassaden in Formen der Neurenaissance, Gliederung der Fassaden durch Vorlagen und Eckerker, im Innern kleiner Lichthof, ortsgeschichtlich, baugeschichtlich und städtebaulich von Bedeutung | 09264017 |
|                                         | Mietshausgruppe in geschlossener Bebauung (Alte Straße 23 und Weißenfelser Straße 9, 11), ehemals mit Postamt | Alte Straße 23 (Karte)                                                                        | 1889 (Weißenfelser Straße 11, Mietshaus), 1908 (Weißenfelser Straße 9, Mietshaus), 1888-1889 (Alte Straße 23, Post)                               | repräsentative, historistische Klinkerfassaden mit Sandsteingliederungen, entsprechend der städtebaulichen Lage risalitartige Eckgestaltung mit Erkern, Giebeln und Türmchenaufsatz, über Hauseingang an der Alten Straße weiterer Erker, das wohl etwas jüngere Gebäude Weißenfelser Straße 9 in angepasster Form, ortsgeschichtlich und baugeschichtlich von Bedeutung | 09264018 |
|                                         | Fassade des Fabrikantenwohnhauses und ehemaliges Fabrikgebäude (Schmiede) | Alte Straße 27; 29 (Karte)                                                                    | um 1865 (Fassade), um 1865 (Fabrikantenwohnhaus), um 1865 (Fabrikgebäude)                                                                         | Putzbauten mit Putzgliederungen, am Wohnhaus auch Sandsteinelemente, Gebäude der Eisengießerei Dambacher & Mügge älteste bauliche Zeugnisse der Industrieentwicklung in Plagwitz, Seltenheitswert, industriegeschichtliche und baugeschichtliche Bedeutung | 09264020 |
|                                         | Wohnhaus in halboffener Bebauung, mit Garten und Einfriedung | Alte Straße 34 (Karte)                                                                        | 1879 (Wohnhaus) | ursprünglich einzelstehender Bau mit Putzfassade und Sandsteingliederungen, dreieckiger Standerker, an der Stirnseite Veranda in Holzkonstruktion, 1911 in Verbindung mit Nachbargebäude Erich-Zeigner-Allee 43 Umnutzung zu Altenheim, dreieckiges Gartengrundstück an Straßengabelung, ortsentwicklungsgeschichtlich und baugeschichtlich von Bedeutung | 09305409 |
|                                         | Mietshaus in geschlossener Bebauung | Amalienstraße 1a (Karte)                                                                      | 1878-1879 (Mietshaus) | historistische Putzfassade mit Putz-, Stuck- und Sandsteingliederungen, Seitenrisalite, Tordurchfahrt, ortsentwicklungsgeschichtlich und baugeschichtlich von Bedeutung | 09263999 |
|                                         | Mietshaus in geschlossener Bebauung, mit Hinterhaus | Amalienstraße 5 (Karte)                                                                       | um 1880 (Mietshaus) | historistische Putzfassade mit Putz- und Sandsteingliederungen, Seitenrisalite, Tordurchfahrt, Hinterhaus Putzbau, ortsentwicklungsgeschichtlich von Bedeutung | 09264001 |
|                                         | Mietshaus in geschlossener Bebauung | Amalienstraße 6 (Karte)                                                                       | um 1880 (Mietshaus) | historistische Putzfassade mit Putz- und Sandsteingliederungen, Tordurchfahrt, ortsentwicklungsgeschichtlich und baugeschichtlich von Bedeutung | 09264002 |
|                                         | Mietshaus in geschlossener Bebauung, mit Hofgebäude | Amalienstraße 7 (Karte)                                                                       | um 1880 (Mietshaus) | historistische Putzfassade mit Putz- und Steingliederungen, Tordurchfahrt, ortsentwicklungsgeschichtlich und baugeschichtlich von Bedeutung | 09264003 |
|                                         | Mietshaus in geschlossener Bebauung | Amalienstraße 8 (Karte)                                                                       | um 1890 (Mietshaus) | historistische Putzfassade mit Putz-, Stuck- und Kunststeingliederungen, ortsentwicklungsgeschichtlich und baugeschichtlich von Bedeutung | 09264004 |
| Direkt Bild zu diesem Denkmal hochladen | Schulgebäude mit Einfriedung und Vorgarten (siehe auch angebautes Schulgebäude Weißenfelser Straße 13) | Amalienstraße 10 (Karte)                                                                      | um 1900 (Schule) | als V. höhere Bürgerschule errichteter, historistischer Putzbau über winkligem Grundriss, Sandstein- und Putzgliederungen, verhaltene Jugendstilanklänge, Hauptfront an der Erich-Zeigner-Allee mit überhöhtem Mittelteil, flankiert von den ehemaligen Eingängen für Jungen und Mädchen, Zeugnis des Schulbaus der Wilhelminischen Kaiserzeit, ortsbildprägender Bau in der alten Ortsmitte in unmittelbarer Nachbarschaft zur Heilandskirche, ortsentwicklungsgeschichtliche, städtebauliche und baugeschichtliche Bedeutung | 09264005 |
| Weitere Bilder                          | Apelstein Nr. 26 (V) | Antonienstraße - (Karte)                                                                      | 1862 (Gedenkstein) | in Nähe der Kreuzung Wachsmuthstraße, Gedenkstein zur Erinnerung an die Kämpfe der Völkerschlacht bei Leipzig 1813, 5.500 Mann im Gefecht bei Lindenau am 16. Oktober unter dem österreichischen Feldmarschalleutnant Fürst Moritz Liechtenstein, geschichtlich von Bedeutung | 09264021 |
| Direkt Bild zu diesem Denkmal hochladen | Einzeldenkmale o. g. Sachgesamtheit: ein Mehrfamilienhaus einer Wohnanlage, mit drei Eingängen (siehe auch Sachgesamtheitsdokument - Obj. 09305157, Erich-Zeigner-Allee 66-92) | Antonienstraße 12a; 12b; 12c (Karte)                                                          | 1949 (Mehrfamilienwohnhaus) | viergeschossige Wohnbauten mit schlichten Putzfassaden und zurückhaltenden Natursteingliederungen, in der frühen Nachkriegszeit ausgeführter Abschluss der in der NS-Zeit errichteten Wohnanlage, Zeugnis des Sozialwohnungsbaus der 1940er Jahre, baugeschichtlich und sozialgeschichtlich von Bedeutung | 09293770 |
| Direkt Bild zu diesem Denkmal hochladen | 14 Mehrfamilienhäuser einer Wohnanlage, bestehend aus zwei Wohnhauszeilen (Erich-Zeigner-Allee 81-91 und Limburgerstraße 7 sowie Erich-Zeigner-Allee 93-103 und Antonienstraße 12), mit Vorgärten und Grünfläche (zwischen Nr. 91 und Nr. 93) | Antonienstraße 12 (Karte)                                                                     | zwischen 1920 und 1925 (Mehrfamilienwohnhaus) | traditionalistische Putzfassade, Architekt: Stadtbaurat James Bühring, städtebauliche und sozialgeschichtliche Bedeutung | 09294948 |
| Direkt Bild zu diesem Denkmal hochladen | Einzeldenkmale der Wohnanlage Wohnungsbaugesellschaft Leipzig-West: fünf Mehrfamilienhäuser einer Wohnanlage (siehe auch Sachgesamtheitsdokument - Obj. 09304789) | Antonienstraße 14; 16; 18; 20; 22 (Karte)                                                     | 1927-1928 (Mehrfamilienwohnhaus) | zeittypische Wohnanlage der 1920er Jahre, Zeugnis des sozialen Wohnungsbaues der Weimarer Republik, Putzbauten, teils mit Klinkergliederungen, Einflüsse des Art déco und des Neuen Bauens, Durchfahrt zur Siemensstraße über Klara- und Einsteinstraße, Läden, siehe auch Einsteinstraße 2-20, Klarastraße 1-20, Limburger Straße 23- 33 und Zschochersche Straße 81-105, Architekt: Richard Wagner, baugeschichtlich, sozialgeschichtlich und ortsentwicklungsgeschichtlich von Bedeutung | 09264309 |
| Direkt Bild zu diesem Denkmal hochladen | Sachgesamtheit Wohnanlage Wohnungsbaugesellschaft Leipzig-West, mit den Einzeldenkmalen: Mehrfamilienhäuser in Blockbebauung (siehe Einzeldenkmalliste - Obj. 09264308, Zschochersche Straße 81-105), Mehrfamilienhäuser in Blockbebauung (siehe Einzeldenkmalliste - Obj. 09264309, Antonienstraße 14-22), acht Mehrfamilienhäuser als zwei Wohnblöcke (siehe Einzeldenkmalliste - Obj. 09263719, Klarastraße 1, 3, 5, 7 und Klarastraße 2, 4, 6, 8), Mehrfamilienhäuser in Blockbebauung (siehe Einzeldenkmalliste - Obj. 09263719, Klarastraße 9-20), Mehrfamilienhäuser als Blockbebauung (siehe Einzeldenkmalliste - Obj. 09298846, Limburger Straße 23-33) und vier Mehrfamilienhäuser als Wohnblock (siehe Einzeldenkmalliste - Obj. 09298844, Einsteinstraße 2, 4, 6, 8) und Mehrfamilienhäuser in Blockbebauung (siehe Einzeldenkmalliste - Obj. 09298844, Einsteinstraße 10-20), mit Vorgärten an der Antonien-, Einstein- und Klarastraße, begrünten Innenhöfen und den Sachgesamtheitsteilen: weitere Mehrfamilienhäuser (Einsteinstraße 10, Klarastraße 20 und Limburger Straße 33a, ergänzende Neubauten) | Antonienstraße 14; 16; 18; 20; 22 (Karte)                                                     | 1926-1929 (Wohnanlage) | zeittypische Wohnanlage der 1920er Jahre, Zeugnis des sozialen Wohnungsbaues der Weimarer Republik, in verschiedenen Typen entworfene Putzbauten, teils mit Klinkergliederungen, Einflüsse des Art déco und des Neuen Bauens, Architekt: Richard Wagner, baugeschichtlich, sozialgeschichtlich und ortsentwicklungsgeschichtlich von Bedeutung | 09304789 |
|                                         | Schule, mit Turnhalle, Einfriedung und Vorgarten an der Wachsmuthstraße | Antonienstraße 24 (Karte)                                                                     | 1899 (Schule) | späthistoristischer Klinkerbau mit Kunststein-, Klinker- und Putzgliederungen, Turnhalle ebenfalls Klinkerbau, typische wilhelminische Schulanlage in straßenraumprägende Lage, baugeschichtlich, ortsentwicklungsgeschichtlich und städtebaulich von Bedeutung | 09264022 |
|                                         | Mietshaus in offener Bebauung in Ecklage | Antonienstraße 26 (Karte)                                                                     | 1898 (Mietshaus) | späthistoristische Putz-Klinker-Fassade mit Stuck- und Kunststeingliederungen, abgeschrägte Ecke, Laden, ortsentwicklungsgeschichtlich und baugeschichtlich von Bedeutung | 09264023 |
|                                         | Mietshaus in offener Bebauung in Ecklage, mit Toreinfahrt | Antonienstraße 28 (Karte)                                                                     | 1899 (Mietshaus) | späthistoristische Klinkerfassade mit Putz- und Kunststeingliederung, Eckladen, ortsentwicklungsgeschichtlich und baugeschichtlich von Bedeutung | 09264024 |
|                                         | Mietshaus in offener Bebauung in Ecklage, mit Vorgarten und seitlicher Einfriedung mit Toreingang | Antonienstraße 30 (Karte)                                                                     | 1903 (Mietshaus) | späthistoristische Klinkerfassade mit Kunststeingliederungen, Eckladen, ortsentwicklungsgeschichtlich und baugeschichtlich von Bedeutung | 09264025 |
|                                         | Mietshaus in offener Bebauung | Antonienstraße 32 (Karte)                                                                     | 1898 (Mietshaus) | späthistoristische Putzfassade mit Kunststeingliederung, ortsentwicklungsgeschichtlich und baugeschichtlich von Bedeutung | 09264026 |
|                                         | Mietshaus in offener Bebauung in Ecklage | Antonienstraße 34 (Karte)                                                                     | 1901 (Mietshaus) | späthistoristische, teils geglättete Putz-Klinker-Fassade mit Kunststeingliederungen, abgeschrägte Ecke mit Eckladen, ortsentwicklungsgeschichtlich und baugeschichtlich von Bedeutung | 09298996 |
|                                         | Doppelmietshaus in offener Bebauung | Antonienstraße 38; 40 (Karte)                                                                 | um 1900 (Doppelmietshaus) | späthistoristische Putz-Klinker-Fassade mit Kunststeingliederungen, ortsentwicklungsgeschichtlich und baugeschichtlich von Bedeutung | 09264027 |
|                                         | Doppelmietshaus in offener Bebauung | Antonienstraße 42; 44 (Karte)                                                                 | 1899 (Doppelmietshaus) | späthistoristische Putzfassade mit Kunststeingliederungen, ortsentwicklungsgeschichtlich und baugeschichtlich von Bedeutung | 09299283 |
|                                         | Mietshaus in geschlossener Bebauung | Eduardstraße 1 (Karte)                                                                        | 1900-1901 (Mietshaus) | späthistoristische Putz-Klinker-Fassade mit Kunststeinelementen, ortsentwicklungsgeschichtlich und baugeschichtlich von Bedeutung | 09298941 |
|                                         | Mietshaus in ehemals geschlossener Bebauung | Eduardstraße 3 (Karte)                                                                        | 1901 (Mietshaus) | späthistoristische Klinkerfassade mit Kunststeingliederungen, ortsentwicklungsgeschichtlich und baugeschichtlich von Bedeutung | 09298942 |
|                                         | Mietshaus in geschlossener Bebauung | Eduardstraße 4 (Karte)                                                                        | um 1900 (Mietshaus) | Klinkerfassade in schweren Formen des Späthistorismus, Putz- und Kunststeingliederungen, Tordurchfahrt, ortsentwicklungsgeschichtlich und baugeschichtlich von Bedeutung | 09298724 |
|                                         | Mietshaus in geschlossener Bebauung, mit Werkstattgebäude im Hof und Hofpflaster | Eduardstraße 6 (Karte)                                                                        | 1901 (Mietshaus), 1899-1900 (Nebengebäude) | späthistoristische Klinkerfassade mit Putz- und Kunststeingliederungen, Tordurchfahrt, Hofgebäude ein Putzbau, ehemalige Schmiede, ortsentwicklungsgeschichtlich und baugeschichtlich von Bedeutung Denkmaltext Zwei Fassadenentwürfe der Maurermeister und Architekten F. W. Heine & Sohn 1899 für ein viergeschossiges Wohngebäude mit Mansardgeschoss wurden nicht umgesetzt. Bis März 1900 entstand lediglich ein ebenerdiges Werkstattgebäude für den Schmiedemeister Alfred Edmund Riegert an der hinteren Grundstücksgrenze, Abbruch von Schornstein und Schmiedefeuer 1972 durch den VEB Chemieanlagenbau- und Montagekombinat Leipzig, der hier eine KfZ-Werkstatt eingerichtet hatte. Riegert fungierte nun als Auftraggeber für das 1901 errichtete Mietshaus, dessen Entwurf, Statik und Bauleitung in Verantwortung des Architekturbüros Händel & Franke lag. Deutlich zeigt sich die Abkehr von den biederen Erstentwürfen hin zu einer am aufkommenden Jugendstil orientierten Formensprache. Die gelbe Klinkerfassade besitzt kräftige Gliederungselemente, zur erhaltenen originalen Ausstattung gehört u. a. eine bemerkenswerte Ausmalung im Eingangsbereich. Ein weiteres Werkstattgebäude entstand 1925 für Buchbindermeister E. Schuberth. Straßenbildcharakterisierender Wohnbau mit bauhistorischem Wert. LfD/2011 | 09298722 |
|                                         | Mietshaus in geschlossener Bebauung | Eduardstraße 12 (Karte)                                                                       | um 1905 (Mietshaus) | ansprechende Putzfassade in Jugendstilformen, Putz- und Kunststeingliederungen, Dekorfliesen, asymmetrisch angeordneter Erker in aufwändiger Holzkonstruktion,baugeschichtlich und ortsentwicklungsgeschichtlich von Bedeutung | 09264625 |
| Direkt Bild zu diesem Denkmal hochladen | Einzeldenkmale o. g. Sachgesamtheit: 18 Mehrfamilienhäuser einer Wohnanlage (siehe auch Sachgesamtheitsdokument - Obj. 09305157, Erich-Zeigner-Allee 66-92) | Einsteinstraße 1; 3; 5; 7; 9; 11; 13; 15; 17; 19; 21; 23; 25; 27; 29; 31; 33; 35 (Karte)      | 1941-1944 (Mehrfamilienwohnhaus) | Putzfassade, viergeschossige Wohnbauten mit schlichten Putzfassaden und zurückhaltenden Natursteingliederungen, zurückgesetzter mittlerer Teil der Blockbebauung mit Loggien seitlich der Treppenhausachsen, Zeugnis des von kriegswirtschaftlichen Zielen geleiteten Wohnungsbaus in der NS-Zeit, baugeschichtlich und sozialgeschichtlich von Bedeutung Denkmaltext zu Objekten Einsteinstraße 1, 3, 5, 7 (siehe auch Limburgerstraße 13, 15, 17, 19) Die acht Mietshäuser an der Ecke Limburger Str./ Einsteinstr. wurden im Rahmen des Bauprogrammes der Luftwaffenindustrie des Deutschen Reiches mit Dringlichkeitsstufe 1 zwischen 1940 und 1944 errichtet. Als Bauherr fungierte die „Gemeinnützige Wohnungs-Baugenossenschaft in Leipzig eGmbH“, mit Entwurf und Bauleitung wurde der Leipziger Architekt Arthur Naumann betraut. Zu einem Baublock gehören jeweils vier Häuser mit ursprünglich 32 Wohnungen (2-Spänner). Anfang 1941 wurde angeordnet, dass „von vornherein bombensichere Luftschutzräume gleichzeitig mit der Errichtung der Neubauten auszuführen sind“. Im Zuge der Sanierung zwischen 2000 und 2007 (Limburger Str. 13, 15: 2000, Einsteinstr. 3, 5: 2005, Einsteinstr. 1/Limburger Str. 19: 2006/07) wurden die Häuser an den Rückfassaden mit Balkonanlagen ausgestattet, es kam teilweise auch zu Veränderungen an den Grundrissen. Die schlichten, viergeschossigen Wohnbauten mit Doppelfenstern sind zeittypisch völlig dekorlos und glatt verputzt (in „altdeutscher Weise“). Lediglich die Achsen der jeweils mittig liegenden Eingänge sind durch einen kleinen Vorsprung betont. Sockelzone sowie Eingänge sind mit Dornreichenbacher Bruchstein verblendet. Die ursprüngliche Dachdeckung mit naturbraunen Hohlpfannen wurde bei der Sanierung durch ziegelrote Falzziegel ersetzt. Die Siedlung steht in ihrer Anlage und Gestalt exemplarisch für den Siedlungsbau während des Zweiten Weltkrieges, wo der Schaffung von Wohnraum für Angestellte kriegswichtiger Wirtschaftszweige eine hohe Priorität zukam. | 09298845 |
| Direkt Bild zu diesem Denkmal hochladen | Einzeldenkmale der Wohnanlage Wohnungsbaugesellschaft Leipzig-West: neun Mehrfamilienhäuser einer Wohnanlage (siehe auch Sachgesamtheitsdokument - Obj. 09304789) | Einsteinstraße 2; 4; 6; 8; 12; 14; 16; 18; 20 (Karte)                                         | 1927-1933 (Mehrfamilienwohnhaus) | zeittypische Wohnanlage der 1920er Jahre, Zeugnis des sozialen Wohnungsbaues der Weimarer Republik, Putzbauten, teils mit Klinkergliederungen, Einflüsse des Art déco und des Neuen Bauens, siehe auch Antonienstraße 14-22, Klarastraße 1-20, Limburger Straße 23-33 und Zschochersche Straße 81-105, Architekt: Richard Wagner, baugeschichtlich, sozialgeschichtlich und ortsentwicklungsgeschichtlich von Bedeutung | 09298844 |
| Direkt Bild zu diesem Denkmal hochladen | Sachgesamtheit Wohnanlage Wohnungsbaugesellschaft Leipzig-West, mit den Einzeldenkmalen: Mehrfamilienhäuser in Blockbebauung (siehe Einzeldenkmalliste - Obj. 09264308, Zschochersche Straße 81-105), Mehrfamilienhäuser in Blockbebauung (siehe Einzeldenkmalliste - Obj. 09264309, Antonienstraße 14-22), acht Mehrfamilienhäuser als zwei Wohnblöcke (siehe Einzeldenkmalliste - Obj. 09263719, Klarastraße 1, 3, 5, 7 und Klarastraße 2, 4, 6, 8), Mehrfamilienhäuser in Blockbebauung (siehe Einzeldenkmalliste - Obj. 09263719, Klarastraße 9-20), Mehrfamilienhäuser als Blockbebauung (siehe Einzeldenkmalliste - Obj. 09298846, Limburger Straße 23-33) und vier Mehrfamilienhäuser als Wohnblock (siehe Einzeldenkmalliste - Obj. 09298844, Einsteinstraße 2, 4, 6, 8) und Mehrfamilienhäuser in Blockbebauung (siehe Einzeldenkmalliste - Obj. 09298844, Einsteinstraße 10-20), mit Vorgärten an der Antonien-, Einstein- und Klarastraße, begrünten Innenhöfen und den Sachgesamtheitsteilen: weitere Mehrfamilienhäuser (Einsteinstraße 10, Klarastraße 20 und Limburger Straße 33a, ergänzende Neubauten) | Einsteinstraße 2; 4; 6; 8; 10; 12; 14; 16; 18; 20 (Karte)                                     | 1926-1929 (Wohnanlage) | zeittypische Wohnanlage der 1920er Jahre, Zeugnis des sozialen Wohnungsbaues der Weimarer Republik, in verschiedenen Typen entworfene Putzbauten, teils mit Klinkergliederungen, Einflüsse des Art déco und des Neuen Bauens, Architekt: Richard Wagner, baugeschichtlich, sozialgeschichtlich und ortsentwicklungsgeschichtlich von Bedeutung | 09304789 |
|                                         | Mietshaus in ehemals geschlossener Bebauung | Engertstraße 23 (Karte)                                                                       | bezeichnet 1900 (Mietshaus) | späthistoristische Putz-Klinker-Fassade mit reicher Putz- und Kunststeingliederung, stumpfwinklige Ecke durch Erker betont, straßenbildprägende Lage, ortsentwicklungsgeschichtlich und baugeschichtlich von Bedeutung | 09264031 |
|                                         | Mietshaus in geschlossener Bebauung | Engertstraße 25 (Karte)                                                                       | 1896 (Mietshaus) | späthistoristische Klinkerfassade in gotisierenden und renaissancistischen Formen, Kunststeingliederungen, Tordurchfahrt und Laden, ortsentwicklungsgeschichtlich und baugeschichtlich von Bedeutung | 09264032 |
|                                         | Mietshaus in geschlossener Bebauung | Engertstraße 27 (Karte)                                                                       | 1902 (Mietshaus) | späthistoristische Putz-Klinker-Fassade mit Putz- und Kunststeingliederungen, leicht aus der Mitte verschobene Vorlage, Tordurchfahrt und Ladenzone, ortsentwicklungsgeschichtlich und baugeschichtlich von Bedeutung | 09264033 |
|                                         | Mietshaus in geschlossener Bebauung | Engertstraße 29 (Karte)                                                                       | 1903 (Mietshaus) | späthistoristische Klinkerfassade mit Jugendstilanklängen, Kunststeingliederungen, Hausdurchgang und Laden, ortsentwicklungsgeschichtlich und baugeschichtlich von Bedeutung | 09264034 |
| Direkt Bild zu diesem Denkmal hochladen | Kiosk | Engertstraße 34 (Karte)                                                                       | um 1960 (Kiosk) | Putzbau, wohl teilweise Betonelemente, seltenes Beispiel städtischer Kleinarchitektur der Nierentischzeit, baugeschichtlich und kulturgeschichtlich von Bedeutung | 09264030 |
| Direkt Bild zu diesem Denkmal hochladen | Schaffnerhäuschen | Engertstraße 38 (gegenüber) (Karte)                                                           | 1906, Schaffneraufenthaltshaus (Nahverkehrsbauten)                                                                                                | pavillonartiger Fachwerkbau, ehemaliges Unterkunftshaus für das Fahrpersonal der Großen Leipziger Straßenbahn an der früheren Kuppelendstelle Plagwitz, verkehrsgeschichtlich, ortsentwicklungsgeschichtlich und baugeschichtlich bedeutend Denkmaltext Seit 1896 konnten die beiden Plagwitzer Bahnhöfe auch mit der damals gerade in Leipzig eingeführten elektrischen Straßenbahn erreicht werden. Für das Fahrpersonal der „Großen Leipziger Straßenbahn“ ließ das Unternehmen 1906 hier an der Endstelle ein kleines Aufenthaltshaus errichten. Das einstöckige Gebäude mit Sichtfachwerk und zierlichem Mitteltürmchen besticht nicht nur durch sein pittoreskes Erscheinungsbild, sondern ist auch ein äußerst selten erhaltenes Beispiel für einen Sozialbau aus der Frühzeit der elektrischen Straßenbahn in Leipzig. Daraus resultiert der besondere verkehrsgeschichtliche, ortshistorische und baugeschichtliche Wert des Hauses. LfD/2012 | 09304373 |
|                                         | Mietshaus in geschlossener Bebauung | Erdmannstraße 1 (Karte)                                                                       | 1881 (Mietshaus) | historistische Putzfassade mit Kunststein- und Putzgliederungen, Eckrisalit mit Rustikaeinfassung, ortsentwicklungsgeschichtlich und baugeschichtlich von Bedeutung | 09298869 |
|                                         | Mietshaus in geschlossener Bebauung | Erdmannstraße 2 (Karte)                                                                       | 1897 (Mietshaus) | späthistoristische Putzfassade mit Putz- und Kunststeingliederungen, einachsige Eckvorlage, ehemaliger Eckladen, ortsentwicklungsgeschichtlich und baugeschichtlich von Bedeutung | 09298870 |
|                                         | Mietshaus in halboffener Bebauung | Erdmannstraße 6 (Karte)                                                                       | 1884 (Mietshaus) | historistische, in Teilen rekonstruierte Putzfassade mit Putz- und Kunststeingliederungen (gestalterische Einheit mit Nummer 8), Tordurchfahrt, ortsentwicklungsgeschichtlich von Bedeutung | 09299218 |
|                                         | Mietshaus in geschlossener Bebauung | Erdmannstraße 8 (Karte)                                                                       | 1884 (Mietshaus) | historistische, in Teilen rekonstruierte Putzfassade mit Putz- und Kunststeingliederungen (gestalterische Einheit mit Nummer 6), Tordurchfahrt, ortsentwicklungsgeschichtlich und baugeschichtlich von Bedeutung | 09299219 |
|                                         | Mietshaus in halboffener Bebauung | Erdmannstraße 9 (Karte)                                                                       | 1904 (Mietshaus) | Putzfassade im Übergang vom Historismus zum Jugendstil, Kunststeinelemente, abgeschrägte Ecke und je ein Kastenerker an beiden Fronten, ehemals Eckladen, ortsentwicklungsgeschichtlich und baugeschichtlich von Bedeutung Denkmaltext Für die eingereichten Pläne des 1904 errichteten Eckgebäudes zur Gleisstraße unterzeichnete Richard Sachse als Architekt, Auftraggeber und Ausführender war der Bauunternehmer Karl (August) Edlich. Bereits ein Jahr nach Fertigstellung gelangte das Haus zur Zwangsversteigerung. Zwei größere Kastenerker und ein Eckladen akzentuieren den zurückhaltend mit Gliederungselementen aus Kunststein versehenen Putzbau. Die Obergeschosse werden durch ein in Leipzig sehr selten anzutreffendes Treppenhaus mit dreieckigem Auge erschlossen, erhalten ist die den Übergang von der Gründerzeit zum Jugendstil dokumentierende Ausstattung. LfD/2006 | 09299820 |
| Weitere Bilder                          | Zwei ehemalige Fabrikgebäude, heute Wohnhäuser | Erdmannstraße 10; 12 (Karte)                                                                  | 1881 (Erdmannstraße 10), 1885 (Erdmannstraße 12)                                                                                                  | Nummer 10 in den 1920er Jahren überformte Putzfassade mit Putzgliederungen, flache, leicht aus der Mitte verschobene Vorlage mit Tordurchfahrt, Nummer 12 Putzfassade mit Klinkergliederungen, zweites und drittes Obergeschoss durch Lisenen zusammengefasst, ortsentwicklungsgeschichtlich und baugeschichtlich von Bedeutung | 09299220 |
|                                         | Mietshaus in geschlossener Bebauung | Erdmannstraße 11 (Karte)                                                                      | 1904 (Mietshaus) | Putzfassade mit Kunststeingliederungen und Jugendstildekor, ortsentwicklungsgeschichtlich von Bedeutung | 09298875 |
|                                         | Mietshaus in geschlossener Bebauung | Erdmannstraße 13 (Karte)                                                                      | 1904 (Mietshaus) | Klinkerfassade in Formen des ausgehenden Historismus mit Jugendstildekoration, Kunststeingliederungen, ortsentwicklungsgeschichtlich und baugeschichtlich von Bedeutung | 09298876 |
|                                         | Mietshaus in geschlossener Bebauung | Erdmannstraße 15 (Karte)                                                                      | bezeichnet 1904 (Mietshaus) | Klinkerfassade zwischen Späthistorismus und Jugendstil, Kunststeingliederungen, Betonung der Mitte durch flache Vorlage, ortsentwicklungsgeschichtlich und baugeschichtlich von Bedeutung | 09292682 |
|                                         | Mietshaus in ehemals geschlossener Bebauung | Erdmannstraße 16 (Karte)                                                                      | 1901 (Mietshaus) | aufwändige späthistoristische Klinkerfassade mit Kunststein- und Klinkergliederungen, Rhythmisierung durch Vorlagen, ortsentwicklungsgeschichtlich und baugeschichtlich von Bedeutung | 09298874 |
|                                         | Mietshaus in geschlossener Bebauung | Erdmannstraße 17 (Karte)                                                                      | 1884 (Mietshaus) | historistische Putzfassade mit Putz- und Steingliederungen, Tordurchfahrt, in den Seitenachsen Vorlagen, ortsentwicklungsgeschichtlich und baugeschichtlich von Bedeutung | 09298877 |
|                                         | Mietshaus in geschlossener Bebauung | Erdmannstraße 18 (Karte)                                                                      | 1901 (Mietshaus) | auffällige Putz-Klinker-Fassade zwischen Späthistorismus und Jugendstil, Kunststeinelemente, ortsentwicklungsgeschichtlich und baugeschichtlich von Bedeutung | 09264397 |
|                                         | Straßenbrücke über den Karl-Heine-Kanal (Elisabethbrücke) | Erich-Zeigner-Allee - (Karte)                                                                 | 1902 (Straßenbrücke) | Bogenbrücke in Zyklopenmauerwerk, mit Sandsteinpfosten als Geländer-Anfang, ortsentwicklungsgeschichtlich und baugeschichtlich von Bedeutung | 09264054 |
| Direkt Bild zu diesem Denkmal hochladen | Handschwengelpumpe mit Brunnenschacht und Abdeckplatte | Erich-Zeigner-Allee - (Karte)                                                                 | 1891 (Handschwengelpumpe) | neben der Kirche, Pumpe zurzeit abgebaut, ortsgeschichtlich von Bedeutung | 09293042 |
|                                         | Kabelverzweiger der Deutschen Reichspost | Erich-Zeigner-Allee (Karte)                                                                   | um 1920 (Kabelverzweiger) | Kabelverzweigergehäuse für Telefonanschlüsse; technikgeschichtlich von Bedeutung. Neben der Heilandskirche bzw. gegenüber Erich-Zeigner-Allee 27. | 09307207 |
|                                         | Mietshaus in offener Bebauung in Ecklage, mit Einfriedung und Vorgarten | Erich-Zeigner-Allee 16 (Karte)                                                                | 1909 (Mietshaus) | repräsentativer, abwechslungsreich gegliederter Putzbau in Formen des Jugendstils und der Reformarchitektur um 1910, Putz- und Kunststeingliederungen, straßenbildprägende Eckansicht durch Mittelrisalit betont, aufwändige Einfriedung in Mauerwerk und Schmiedeeisen, ortsentwicklungsgeschichtliche und baugeschichtliche Bedeutung | 09261267 |
| Direkt Bild zu diesem Denkmal hochladen | Mietshaus in offener Bebauung mit Einfriedung und Vorgarten | Erich-Zeigner-Allee 18 (Karte)                                                                | 1909 (Mietshaus) | malerischer Putzbau unter dem Einfluss des Landhausstils um 1900, Putz- und Kunststeingliederungen, Jugendstildekorationen und Anklänge der Reformarchitektur um 1910, ortsentwicklungsgeschichtliche und baugeschichtliche Bedeutung | 09264035 |
| Direkt Bild zu diesem Denkmal hochladen | Villa mit Remisengebäude, Einfriedung und Villengarten | Erich-Zeigner-Allee 20 (Karte)                                                                | 1896 (Villa) | Klinkerbau im Landhausstil um 1900, Klinker- und Sandsteingliederung, Mittelrisalit mit Freigespärre, davor Standerker mit Balkon, Remisengebäude ein malerischer Klinkerbau mit Zierfachwerk und Verbretterung, an der Südgrenze des Grundstücks erhöhter Sitzplatz mit Bruchstein-Ziegel-Mauer zur Straße, erbaut als Wohnsitz des Buchdruckereibesitzers Ernst Markert (Mitinhaber der Buch- und Kunstdruckerei C. Grumbach), ortsentwicklungsgeschichtliche, baugeschichtliche und gartengeschichtliche Bedeutung | 09264036 |
| Direkt Bild zu diesem Denkmal hochladen | Mietshaus in offener Bebauung in Ecklage, mit Einfriedung und Vorgarten | Erich-Zeigner-Allee 21a (Karte)                                                               | 1904 (Mietshaus) | abwechslungsreich gestalteter Putzbau im Reformstil um 1910, Putzgliederungen und stiltypischer Putzdekor, verschiedene Erker, ortsentwicklungsgeschichtliche und baugeschichtliche Bedeutung | 09264037 |
| Direkt Bild zu diesem Denkmal hochladen | Villa mit Vorgarten und Einfriedung | Erich-Zeigner-Allee 22 (Karte)                                                                | 1874 (Villa) | historistischer Putzbau mit Putz- und Sandsteingliederungen, kubischer Baukörper mit verschiedenen Vor- und Anbauten, Südseite jüngere Erweiterung, ortsentwicklungsgeschichtliche und baugeschichtliche Bedeutung | 09264038 |
| Direkt Bild zu diesem Denkmal hochladen | Wohnhaus in halboffener Bebauung in Ecklage Rudolph-Sack-Straße | Erich-Zeigner-Allee 23 (Karte)                                                                | 1850/1860 (Wohnhaus) | schlichte Putzfassade mit Putzgliederungen, Traufe mit gesägten Zierbrettern, Zeugnis der Ortsbebauung in vor- oder frühindustrieller Zeit, ortsgeschichtliche und baugeschichtliche Bedeutung | 09264039 |
|                                         | Schulgebäude mit Einfriedung und Vorgarten (siehe auch angebautes Schulgebäude Weißenfelser Straße 13) | Erich-Zeigner-Allee 24 (Karte)                                                                | um 1900 (Schule) | als V. höhere Bürgerschule errichteter, historistischer Putzbau über winkligem Grundriss, Sandstein- und Putzgliederungen, verhaltene Jugendstilanklänge, Hauptfront an der Erich-Zeigner-Allee mit überhöhtem Mittelteil, flankiert von den ehemaligen Eingängen für Jungen und Mädchen, Zeugnis des Schulbaus der Wilhelminischen Kaiserzeit, ortsbildprägender Bau in der alten Ortsmitte in unmittelbarer Nachbarschaft zur Heilandskirche, ortsentwicklungsgeschichtliche, städtebauliche und baugeschichtliche Bedeutung | 09264005 |
|                                         | Mietshaus in halboffener Bebauung mit Vorgarten | Erich-Zeigner-Allee 25 (Karte)                                                                | 1892 (Mietshaus) | späthistoristische Klinkerfassade mit Kunststeinelementen, Mittelrisalit mit renaissancistischem Giebel (Gestaltung analog Nachbarhaus Nummer 27), Tordurchfahrt, ortsentwicklungsgeschichtlich und baugeschichtlich von Bedeutung | 09264040 |
|                                         | Mietshaus in geschlossener Bebauung mit Vorgarten | Erich-Zeigner-Allee 27 (Karte)                                                                | 1890 (Mietshaus) | späthistoristische Klinkerfassade mit Kunststeinelementen, Mittelrisalit mit renaissancistischem Giebel (Gestaltung analog Nachbarhaus Nummer 25), Tordurchfahrt, ortsentwicklungsgeschichtlich und baugeschichtlich von Bedeutung | 09264041 |
|                                         | Mietshaus in geschlossener Bebauung in Ecklage | Erich-Zeigner-Allee 28 (Karte)                                                                | 1878 (Mietshaus) | historistische Putzfassade in Formen der Neurenaissance, Putz- und Stuckgliederungen, Ecke turmartig überhöht, ortsentwicklungsgeschichtlich und baugeschichtlich von Bedeutung | 09264042 |
| Direkt Bild zu diesem Denkmal hochladen | Mietshaus in geschlossener Bebauung mit Einfriedung und Vorgarten | Erich-Zeigner-Allee 30 (Karte)                                                                | um 1890 (Mietshaus) | aufwändige Putz-Klinker-Fassade in kräftigen historistischen Formen, Kunststeinelemente, Seitenrisalite mit Pilastergliederungen, teils als Loggien geöffnet, ortsentwicklungsgeschichtlich und baugeschichtlich von Bedeutung | 09264043 |
|                                         | Mietshaus in halboffener Bebauung mit Einfriedung und Vorgarten | Erich-Zeigner-Allee 31 (Karte)                                                                | um 1895 (Mietshaus) | späthistoristische Klinkerfassade mit Putz- und Kunststeingliederungen, Betonung der Mitte durch zweigeschossigen Erker und Dachgaupe, Laden, ortsentwicklungsgeschichtlich und baugeschichtlich von Bedeutung | 09264044 |
|                                         | Mietshaus in geschlossener Bebauung mit Vorgarten | Erich-Zeigner-Allee 33 (Karte)                                                                | 1935-1936 (Mietshaus) | Putzbau mit Kunststeinelementen, Loggien als Mittelzone, Hauseingang unterhalb des Straßenniveaus, zugänglich über Treppe und Pfeiler-Vorhalle, interessante Lösung zur Lückenschließung aus den 1930er Jahren, ortsentwicklungsgeschichtlich und baugeschichtlich von Bedeutung Denkmaltext Bauherr, Bauleiter und Entwurfsverfasser in einer Person ist Architekt O. M. (Otto Martin) Rothmann, der das Grundstück (zusammen mit Alte Straße 26) an der damaligen Elisabethallee von Lina Selma Schubert geb. Grunert erworben hatte. Ausführung durch das Baugeschäft von Maurermeister Edmund Lenke sowie das für die Zimmerarbeiten unter Vertrag genommene Unternehmen Mehnert & Merker. Am 17. Juni 1935 Einreichung eines Vorprojektes, am 23. Juli Abgabe des Bauantrages, Beginn der Arbeiten am 9. Dezember, Bericht über die Schlussprüfung 17. Juli 1936. Am 1.12.1936 Anerkennung als steuerbefreiter Kleinwohnungsbau. Mit seiner schlichten Putzfassade, den im Vergleich mit den Umgebungsbauten geringeren Stockwerkshöhen und dem strengen Fassadenaufbau gerät das Haus auch ungewollt in den Blick der Passanten. Zwischen den außen liegenden Fensterachsen sind die Loggien mit durchgehenden Brüstungen gespannt. Als Besonderheit fällt der Hauszugang im Kellergeschoss auf – eine im Vorgartenbereich befindliche Treppenanlage mit aus Muschelkalksteinen gefügten Stützmauern führt zum zurückgesetzten Hauseingang im Kellergeschoss, die Eingangszone mit Pfeilerarchitektur ist kunststeinverkleidet. Rückseitig besitzt das fünfgeschossige Wohngebäude einen Flügelanbau, im Keller wurde bauzeitlich ein Luftschutzkeller eingerichtet. Vorbeeteinfassungen mit Kunststeinformteilen. LfD/2008 | 09264623 |
| Direkt Bild zu diesem Denkmal hochladen | Mietshaus in geschlossener Bebauung in Ecklage, mit Einfriedung und Vorgarten | Erich-Zeigner-Allee 34 (Karte)                                                                | um 1910 (Mietshaus) | reich gegliederter Putzbau im Reformstil um 1910, auch Jugendstilnachklänge, Putzgliederungen, Erker zur Betonung der Front und der Ecke, begleitet von schmiedeeisernen Balkonen, Dachausbau mit geschwungenem Giebel, Hauseingang in der Schmiedestraße, ortsentwicklungsgeschichtlich und baugeschichtlich von Bedeutung | 09264045 |
|                                         | Mietshaus in geschlossener Bebauung, mit Einfriedung und Vorgarten | Erich-Zeigner-Allee 35 (Karte)                                                                | um 1910 (Mietshaus) | aufwändige Putzfassade im Reformstil um 1910, Putz- und Kunststeingliederungen, Erker und Zwerchgiebel, Einfriedung mit gemauerten und verputzten Pfosten sowie eisernen Zaunsfelder, baugeschichtlich und ortsentwicklungsgeschichtlich von Bedeutung | 09264046 |
|                                         | Mietshaus in halboffener Bebauung, mit Einfriedung und Vorgarten | Erich-Zeigner-Allee 36 (Karte)                                                                | um 1900 (Mietshaus) | repräsentativer historistischer Klinkerbau mit Putz- und Steingliederungen, Hauptfront mit Vorlage und Standerker, Hauseingang seitlich an der Schmiedestraße, ortsentwicklungsgeschichtlich und baugeschichtlich von Bedeutung | 09264047 |
|                                         | Mietshaus in geschlossener Bebauung mit Einfriedung und Vorgarten | Erich-Zeigner-Allee 37 (Karte)                                                                | bezeichnet 1880 (Mietshaus) | historistische Putzfassade mit Putzgliederungen, portikusartige Fensterrahmungen im ersten Obergeschoss, ortsentwicklungsgeschichtlich und baugeschichtlich von Bedeutung | 09264048 |
|                                         | Einfriedung | Erich-Zeigner-Allee 38 (Karte)                                                                | um 1910 (Einfriedung) | reicher schmiedeeiserner Zaun, seitlich von Mauerstücken eingefasst, baugeschichtlich und kunsthandwerklich von Bedeutung | 09264049 |
|                                         | Mietshaus in geschlossener Bebauung, mit Vorgarten | Erich-Zeigner-Allee 39 (Karte)                                                                | um 1900 (Mietshaus) | späthistoristische Klinkerfassade mit Putz- und Kunststeingliederungen, ortsentwicklungsgeschichtlich und baugeschichtlich von Bedeutung | 09264050 |
|                                         | Mietshaus in geschlossener Bebauung, mit Vorgarten | Erich-Zeigner-Allee 41 (Karte)                                                                | um 1870 (Mietshaus) | historistische Putzfassade mit Putz- und Sandsteingliederungen, ortsentwicklungsgeschichtlich und baugeschichtlich von Bedeutung | 09264051 |
|                                         | Mietshaus in halboffener Bebauung, mit Vorgarten | Erich-Zeigner-Allee 42 (Karte)                                                                | 1903 (Mietshaus) | stattlicher Mietshausbau in straßenbildprägender Lage, Klinkerfassaden in Formen des ausgehenden Historismus, mit Kunststein- und Putzgliederungen, Mittelrisalit mit renaissancistischem Giebel, ortsentwicklungsgeschichtlich und baugeschichtlich von Bedeutung | 09264052 |
|                                         | Wohnhaus in geschlossener Bebauung, mit Vorgarten | Erich-Zeigner-Allee 43 (Karte)                                                                | 1885-1886 (Wohnhaus) | historistische Klinkerfassade und Kunststeingliederungen, 1911 in Verbindung mit Nachbargebäude Alte Straße 34 Umnutzung zu Altenheim, ortsentwicklungsgeschichtlich, sozialgeschichtlich und baugeschichtlich von Bedeutung | 09264053 |
| Weitere Bilder                          | Villa mit Garten, Einfriedung und Nebengebäude (Villa Schurich) | Erich-Zeigner-Allee 45 (Karte)                                                                | 1926-1928 (Villa) | ansprechender Putzbau im Art-déco-Stil, Steingliederungen und stiltypische, akzentuierende Dekorationen, Nebengebäude wirkungsvoll zum Karl-Heine-Kanal ausgerichtet, erbaut für den Baumeister und Zimmereigeschäftsinhaber Alfred Schurich, ortsentwicklungsgeschichtlich und baugeschichtlich von Bedeutung Denkmaltext Am 30. August 1926 reichte der Baumeister und Unternehmer Alfred Schurich die Pläne für sein Haus beim Baupolizeiamt der Stadt Leipzig ein. Der Rohbau wurde am 1. Dezember 1926 abgenommen und das Bauprüfungsprotokoll konnte am 28. Juli 1927 ausgestellt werden. Als zur Villa gehörender Nebenbau ist das sich im Hof befindliche Garagengebäude mit Bediestetenwohnung zu nennen, das 1928 entstand. Als Bauherr und Baumeister übernahm Alfred Schurich von der Zeichnung bis hin zur Ausführung beider Gebäude alle Funktionen. Die Fabrikantenvilla erhebt in Fassadengestaltung, Grundriss und Abmessungen einen der Größe des 1876 gegründeten Unternehmens entsprechend repräsentativen Anspruch. Der unterkellerte, in zwei Geschosse sich in seinen Hauptansichten von der Erich-Zeigner-Allee und der Kanalseite darstellende Bau ist bis auf den Klinkersockel vollständig verputzt und mit einem differenziert gegliederten Walmdach mit Dachgauben versehen. Durch das zum Hof abfallende Gelände und dem damit sichtbar werdenden Kellergeschoss wird der Bau auf dieser Seite dreigeschossig. Das Haus erschließt sich über einen von der Erich-Zeigner-Allee frei zugänglichen, sich durch ein Rundbogengewände öffnenden und mit einem geradläufigen Treppenlauf versehenen Vorraum. Das Innere des Gebäudes wird bestimmt durch ein zentral gelegenes Vestibül, von dem die einzelnen im Erdgeschoss gelegenen Räume betreten werden können. Zugleich ist durch das Einbringen eines Holztreppenhauses im Vestibül das Obergeschoss zugänglich. Die Fabrikantenvilla unterliegt einer dem Art déco verpflichteten Architekturgliederung. An der zur Erich-Zeigner-Allee gelegenen Fassade werden beispielsweise die Fensterverdachungen in Form von Giebeln mit gerade auslaufenden Enden gestaltet und die sich ergebenden Giebelfelder mit stilisierten Pinienzapfen dekoriert. Fenstergewände und Gesimse erhalten Profile. Besondere Aufmerksamkeit verdient auch die Einfriedung der Grundstückes, die aus Rohrstahl besteht und durch die Verwendung von profilierten Kreuzungsstücken zu einem Zaun verbunden wurde. Die ehemalige Fabrikantenvilla ist ein Zeugnis der baulichen Entwicklung von Plagwitz in den 1920er Jahren, die weiterhin stark von einer Industrie- und Gewerbestruktur geprägt war, hierdurch erlangt das Objekt ortsentwicklungsgeschichtlichen Aussagewert. Als qualitätvolles und typisches Beispiel der Architekturgestaltung jener Zeit, insbesondere den gehobenen Wohnungsbau betreffend, ist es auch baugeschichtlich von Belang. LfD/2013 | 09260780 |
|                                         | Mietshaus in geschlossener Bebauung | Erich-Zeigner-Allee 48 (Karte)                                                                | um 1900 (Mietshaus) | späthistoristische Klinkerfassade mit Kunststeingliederungen, in der Dekoration Jugendstilanklänge, ortsentwicklungsgeschichtlich und baugeschichtlich von Bedeutung | 09298947 |
|                                         | Mietshaus in geschlossener Bebauung | Erich-Zeigner-Allee 50 (Karte)                                                                | bezeichnet 1909 (Mietshaus) | Putzfassade im Reformstil um 1910, Putz- und Kunststeingliederungen, ortsentwicklungsgeschichtlich und baugeschichtlich von Bedeutung | 09299016 |
|                                         | Mietshaus in geschlossener Bebauung | Erich-Zeigner-Allee 51 (Karte)                                                                | 1886 (Mietshaus) | historistische Putzfassade mit Putz- und Kunststeingliederungen, Tordurchfahrt, ortsentwicklungsgeschichtlich und baugeschichtlich von Bedeutung | 09298946 |
|                                         | Mietshaus in geschlossener Bebauung | Erich-Zeigner-Allee 52 (Karte)                                                                | 1909 (Mietshaus) | Putzfassade im Reformstil um 1910, Putz- und Kunststeingliederungen, ortsentwicklungsgeschichtlich und baugeschichtlich von Bedeutung | 09299015 |
|                                         | Mietshaus in geschlossener Bebauung | Erich-Zeigner-Allee 53 (Karte)                                                                | 1887 (Mietshaus) | historistische Putzfassade mit Putz- und Kunststeingliederungen, Tordurchfahrt, ortsentwicklungsgeschichtlich und baugeschichtlich von Bedeutung | 09299013 |
|                                         | Mietshaus in geschlossener Bebauung | Erich-Zeigner-Allee 54 (Karte)                                                                | um 1905 (Mietshaus) | ansprechende Putzfassade in Jugendstilformen, Putz- und Kunststeingliederungen, ortsentwicklungsgeschichtlich und baugeschichtlich von Bedeutung | 09299014 |
|                                         | Mietshaus in geschlossener Bebauung | Erich-Zeigner-Allee 55 (Karte)                                                                | um 1890 (Mietshaus) | historistisch Putzfassade mit Kunststeinelementen, ehemals Laden, ortsentwicklungsgeschichtlich und baugeschichtlich von Bedeutung | 09294369 |
|                                         | Mietshaus in geschlossener Bebauung in Ecklage | Erich-Zeigner-Allee 56 (Karte)                                                                | um 1900 (Mietshaus) | späthistoristische Klinkerfassade mit Putz- und Kunststeingliederungen, risalitartige Eckgestaltung, ehemals mit Eckladen, ortsentwicklungsgeschichtlich und baugeschichtlich von Bedeutung | 09298943 |
|                                         | Mietshaus in geschlossener Bebauung | Erich-Zeigner-Allee 57 (Karte)                                                                | um 1890 (Mietshaus) | historistische Putzfassade mit Putz- und Kunststeingliederungen, Hausdurchgang, ortsentwicklungsgeschichtlich und baugeschichtlich von Bedeutung | 09294370 |
|                                         | Mietshaus in geschlossener Bebauung in Ecklage | Erich-Zeigner-Allee 58 (Karte)                                                                | um 1900 (Mietshaus) | Putz-Klinker-Fassade zwischen Späthistorismus und Jugendstil, Kunststeingliederungen, risalitartige Ecke mit Restauranteingang, ortsentwicklungsgeschichtlich und baugeschichtlich von Bedeutung | 09298944 |
|                                         | Mietshaus in halboffener Bebauung | Erich-Zeigner-Allee 60 (Karte)                                                                | um 1900 (Mietshaus) | späthistoristische Putz-Klinker-Fassade, Putz- und Kunststeingliederungen, äußere Achsen durch flache Vorlagen mit Pilastern betont, in der Mittelzone schmiedeeiserne Balkonen, Tordurchfahrt, ortsentwicklungsgeschichtlich und baugeschichtlich von Bedeutung | 09299012 |
|                                         | Produktions- und Verwaltungsgebäude (mitunter nur Fassaden), Vorgarten und Pförtnergebäude mit Toreinfahrt einer ehemaligen Textilfabrik (siehe auch Erich-Zeigner-Allee 77, Zschochersche Straße 79c-e und Wachsmuthstraße 1-3) | Erich-Zeigner-Allee 64 (Karte)                                                                | um 1900 (Fabrikgebäude), um 1935 (Pförtnerhaus)                                                                                                   | Produktionsgebäude an der Ecke Limburgerstraße markanter Klinkerbau in späthistoristischen Formen mit Sheddach, nördlich anschließend Fassaden und Gebäudeteile in historistischer Klinkerarchitektur mit Kunststein- und Putzgliederungen, Verwaltungsgebäude überformte Putzfassade mit Putzgliederungen, straßenseitig erhöhter Vorgarten mit Natursteineinfassung, hofseitig Anbau mit Klinkerfassade, Pförtnerhaus mit Natursteinverkleidung und überdachtem Zugang, Einfahrt mit bossierten Einfassungsmauern, Kammgarnspinnerei Stöhr & Co. einst größte Fabrik ihrer Art in Deutschland, Zeugnis der herausgehobenen Rolle von Plagwitz als Industriestandort, ortsentwicklungsgeschichtlich, baugeschichtlich und industriegeschichtlich von Bedeutung | 09299277 |
|                                         | Mietshaus in halboffener Bebauung | Erich-Zeigner-Allee 65 (Karte)                                                                | um 1890 (Mietshaus) | historistische Putzfassade mit Kunststein- und Putzgliederungen, Tordurchfahrt, ortsentwicklungsgeschichtlich von Bedeutung | 09298945 |
| Direkt Bild zu diesem Denkmal hochladen | Brunnenhaus einer ehemaligen Textilfabrik | Erich-Zeigner-Allee 65a (bei) (Karte)                                                         | um 1900 (Brunnenhaus) | runder Klinkerbau mit Kegeldach, ortsentwicklungsgeschichtlich und technikgeschichtlich von Bedeutung | 09306088 |
| Direkt Bild zu diesem Denkmal hochladen | Einzeldenkmale o. g. Sachgesamtheit: sechs Mehrfamilienhäuser einer Wohnanlage (siehe auch Sachgesamtheitsdokument - Obj. 09305157, Erich-Zeigner-Allee 66-92) | Erich-Zeigner-Allee 66; 68; 70; 72; 74; 76 (Karte)                                            | 1941-1944 (Nummer 74, 76, Mehrfamilienwohnhaus), 1941-1948 (Nummer 68, 72, Mehrfamilienwohnhaus), 1941-1949 (Nummer 66, 70, Mehrfamilienwohnhaus) | viergeschossige Wohnbauten mit schlichten Putzfassaden und zurückhaltender Natursteingliederung, Zeugnis des von kriegswirtschaftlichen Zielen geleiteten Wohnungsbaus in der NS-Zeit, baugeschichtlich und sozialgeschichtlich von Bedeutung | 09298848 |
| Direkt Bild zu diesem Denkmal hochladen | Sachgesamtheit Wohnanlage Gemeinnützige Wohnungsbaugenossenschaft und Gemeinnützige Bau- und Grundstücksgesellschaft, mit den Einzeldenkmalen: drei Mehrfamilienhäuser einer Wohnanlage (siehe Einzeldenkmaldokument - Obj. 09293770, Antonienstraße 12a-12c), 18 Mehrfamilienhäuser einer Wohnanlage (siehe Einzeldenkmaldokument - Obj. 09298845, Einsteinstraße 1-35), sechs Mehrfamilienhäuser einer Wohnanlage (siehe Einzeldenkmaldokument - Obj. 09298848, Erich-Zeigner-Allee 66-76), acht Mehrfamilienhäuser einer Wohnanlage (siehe Einzeldenkmaldokument - Obj. 09298849, Erich-Zeigner-Allee 78-92) und sechs Mehrfamilienhäuser einer Wohnanlage (siehe Einzeldenkmaldokument - Obj. 09298847, Limburgerstraße 9-19) sowie Vorgärten und Innenhöfe als Sachgesamtheitsteile | Erich-Zeigner-Allee 66; 68; 70; 72; 74; 76; 78; 80; 82; 84; 86; 88; 90; 92 (Karte)            | 1939-1949 (Wohnanlage) | viergeschossige Wohnbauten in teils geöffneter, teils auch eingerückter Blockrandbebauung mit schlichten Putzfassaden und zurückhaltender Natursteingliederung, terrassierte Innenhöfe mit Grüngestaltung, Zeugnis des von kriegswirtschaftlichen Zielen geleiteten Wohnungsbaus in der NS-Zeit, Architekten Arthur Naumann und Curt Schiemichen, baugeschichtlich und sozialgeschichtlich von Bedeutung | 09305157 |
|                                         | Pumpenhaus einer ehemaligen Textilfabrik | Erich-Zeigner-Allee 77 (Karte)                                                                | 1891 (Pumpenhaus) | Klinkerbau mit Stein- und Klinkergliederungen, ortsentwicklungsgeschichtlich und technikgeschichtlich von Bedeutung Denkmaltext Als letzte schützenswerte Baulichkeit auf dem weitläufigen Grundstück der ehemaligen Kammgarnspinnerei Stöhr & Co. (siehe Zschochersche Straße 79c, 79d, 79e, Erich-Zeigner-Allee 64 und Wachsmuthstraße 1-3) hat sich das 1891 errichtete Pumpenhaus erhalten. Inmitten einer parkähnlichen Anlage, angrenzend an die Weiße Elster, befanden sich ein großes Wasserbassin und ein Teich, der über einen kleinen Kanal mit dem Pumpenhaus verbunden war. Die im April 1891 eingereichten Pläne wurden überarbeitet und drei Wochen später nochmals eingereicht. Das ehemals eingeschossig geplante Gebäude besaß nun ein vollwertiges Kellergeschoss über einer Gründung aus Bruchsteinmauerwerk. Verantwortlich zeichneten Bauführer Karl Pfauder (auch Statik) und sein Stellvertreter, Herr Waldschlegel. In nochmaliger Abänderung der Pläne wurde auch ein Schornstein errichtet, bevor am 11. September 1891 das Bau-Revisions-Protokoll zur Unterzeichnung kam. Das pittoreske Klinkergebäude dreiachsig mit betonter Mitte, der Zwerchgiebel mit Gespärre. Für die Zwischendecke wird ausdrücklich Stampfbeton erwähnt, Fenstergitter und Zugangstür sind original erhalten. Der noch unsanierte Bau besitzt in Leipzig Seltenheitswert und ist als Technisches Denkmal eingestuft. LfD/2008 | 09302359 |
| Direkt Bild zu diesem Denkmal hochladen | Einzeldenkmale o. g. Sachgesamtheit: acht Mehrfamilienhäuser einer Wohnanlage (siehe auch Sachgesamtheitsdokument - Obj. 09305157, Erich-Zeigner-Allee 66-92) | Erich-Zeigner-Allee 78; 80; 82; 84; 86; 88; 90; 92 (Karte)                                    | 1939-1943 (Mehrfamilienwohnhaus) | viergeschossige Wohnbauten mit schlichten Putzfassaden und zurückhaltender Natursteingliederung, Zeugnis des von kriegswirtschaftlichen Zielen geleitetenWohnungsbaus in der NS-Zeit, baugeschichtlich und sozialgeschichtlich von Bedeutung | 09298849 |
| Direkt Bild zu diesem Denkmal hochladen | 14 Mehrfamilienhäuser einer Wohnanlage, bestehend aus zwei Wohnhauszeilen (Erich-Zeigner-Allee 81-91 und Limburgerstraße 7 sowie Erich-Zeigner-Allee 93-103 und Antonienstraße 12), mit Vorgärten und Grünfläche (zwischen Nr. 91 und Nr. 93) | Erich-Zeigner-Allee 81; 83; 85; 87; 89; 91; 93; 95; 97; 99; 101; 103 (Karte)                  | zwischen 1920 und 1925 (Mehrfamilienwohnhaus) | traditionalistische Putzfassade, Architekt: Stadtbaurat James Bühring, städtebauliche und sozialgeschichtliche Bedeutung | 09294948 |
| Weitere Bilder                          | Könneritzbrücke: Brücke über Weiße Elster | Ernst-Mey-Straße (Karte)                                                                      | 1898 (Straßenbrücke) | genietete Stahlkonstruktion, eine der letzten Dreigelenkbogenbrücken in Deutschland, straßenbildprägend, ortsgeschichtlich, technikgeschichtlich, verkehrsgeschichtlich und städtebaulich von Bedeutung | 09262687 |
| Weitere Bilder                          | Ehemaliges Fabrikgebäude | Ernst-Mey-Straße 1a (Karte)                                                                   | um 1885 (Fabrikgebäude), 1906-1907, Erweiterungsbau (Fabrikgebäude)                                                                               | ehemalige Papierwäschefabrik, Klinkerbau mit Klinkergliederungen, ehemals Teil der ausgedehnten Fabrikanlage Mey & Edlich, einst weltmarktführendes Versandhandelsunternehmen (siehe auch Nonnenstraße 5b-d und 7), Zeugnis für die herausgehobene Stellung von Plagwitz als Industriestandort, ortsentwicklungsgeschichtlich, baugeschichtlich und industriegeschichtlich von Bedeutung | 09298892 |
|                                         | Mietshaus in geschlossener Bebauung | Ernst-Mey-Straße 8 (Karte)                                                                    | 1905 (Mietshaus) | Klinkerfassade in Formen des ausgehenden Historismus mit Jugendstileinschlag, Putz- und Kunststeingliederungen, verbrochene Ecke mit Balkonen, ehemals Eckladen, gestalterische Einheit mit Nachbargebäude Ernst-Mey-Straße 8a, ortsentwicklungsgeschichtlich und baugeschichtlich von Bedeutung | 09298889 |
|                                         | Mietshaus in ehemals geschlossener Bebauung | Ernst-Mey-Straße 8a (Karte)                                                                   | 1905 (Mietshaus) | Klinkerfassade in Formen des ausgehenden Historismus mit Jugendstileinschlag, Putz- und Kunststeingliederungen, gestalterische Einheit mit Nachbargebäude Ernst-Mey-Straße 8, ortsentwicklungsgeschichtlich und baugeschichtlich von Bedeutung | 09298890 |
|                                         | Mietshaus in ehemals geschlossener Bebauung | Ernst-Mey-Straße 12 (Karte)                                                                   | 1887 (Mietshaus) | historistische Putzfassade mit Putz- und Steingliederungen, ehemals Eckladen, ortsentwicklungsgeschichtlich und baugeschichtlich von Bedeutung | 09298990 |
|                                         | Doppelmietshaus in halboffener Bebauung in Ecklage (Ernst-Mey-Straße 13 und Forststraße 12) | Ernst-Mey-Straße 13 (Karte)                                                                   | 1910-1911 (Doppelmietshaus) | Putzfassade in Reformstil um 1910, Putzgliederungen, breite abgeschrägte Ecke mit Balkonen und Dreieckgiebel, weitere Balkone seitlich der Treppenhausachse an der Ernst-Mey-Straße und an der Giebelseite Forststraße, ortsentwicklungsgeschichtlich und baugeschichtlich von Bedeutung | 09298888 |
|                                         | Mietshaus in halboffener Bebauung | Ernst-Mey-Straße 14 (Karte)                                                                   | 1889 (Mietshaus) | reiche historistische Klinkerfassade mit Putz-, Kunststein- und Klinkergliederungen, verbrochene Ecke mit Balkonen, ehemals Laden, ortsentwicklungsgeschichtlich und baugeschichtlich von Bedeutung | 09298882 |
|                                         | Mietshaus in geschlossener Bebauung | Ernst-Mey-Straße 15 (Karte)                                                                   | 1908 (Mietshaus) | Putzfassade im Reformstil um 1910, Putzgliederungen und Putzreliefs, Doppelerker, ehemals Läden, ortsentwicklungsgeschichtlich und baugeschichtlich von Bedeutung | 09298887 |
|                                         | Mietshaus in geschlossener Bebauung | Ernst-Mey-Straße 16 (Karte)                                                                   | 1888 (Mietshaus) | historistische, leicht gotisierende Klinkerfassade mit Klinkergliederungen, Tordurchfahrt und Laden, ortsentwicklungsgeschichtlich und baugeschichtlich von Bedeutung | 09298883 |
|                                         | Mietshaus in geschlossener Bebauung | Ernst-Mey-Straße 17 (Karte)                                                                   | 1908 (Mietshaus) | Putzfassade in Formen des späten Jugendstils und der Reformarchitektur um 1910, Kunststein- und Putzgliederungen sowie Putzreliefs, gerundeter Doppelerker, ortsentwicklungsgeschichtlich und baugeschichtlich von Bedeutung | 09263512 |
|                                         | Mietshaus in geschlossener Bebauung | Ernst-Mey-Straße 18 (Karte)                                                                   | 1888 (Mietshaus) | historistische Klinkerfassade mit Kunststeingliederungen, Tordurchfahrt und zugesetzter Laden, ortsentwicklungsgeschichtlich von Bedeutung | 09298884 |
|                                         | Mietshaus in halboffener Bebauung | Ernst-Mey-Straße 19 (Karte)                                                                   | 1907 (Mietshaus) | ansprechende Putzfassade im Jugendstil, Putzgliederungen und Putzdekoration, ortsentwicklungsgeschichtlich und baugeschichtlich von Bedeutung | 09264569 |
|                                         | Mietshaus in geschlossener Bebauung | Ernst-Mey-Straße 20 (Karte)                                                                   | 1888 (Mietshaus) | historistische Putzfassade mit Putz- und Kunststeingliederungen, aufwändig gestaltete Tordurchfahrt, ortsentwicklungsgeschichtlich und baugeschichtlich von Bedeutung | 09298885 |
|                                         | Mietshaus in geschlossener Bebauung | Ernst-Mey-Straße 22 (Karte)                                                                   | 1889 (Mietshaus) | etwas vereinfachte historistische Putzfassade mit Kunststeinelementen, über Hauseingang aufwändig dekorierter Erker, ortsentwicklungsgeschichtlich und baugeschichtlich von Bedeutung | 09264677 |
|                                         | Mietshaus in halboffener Bebauung | Ernst-Mey-Straße 24 (Karte)                                                                   | 1889 (Mietshaus) | historistische Putzfassade in neubarocken Formen, Putz- und Kunststeingliederungen, breite Vorlage, bekrönt durch geschwungenen Zwerchgiebel, ortsentwicklungsgeschichtlich und baugeschichtlich von Bedeutung | 09298886 |
|                                         | Mietshaus in halboffener Bebauung | Forststraße 1 (Karte)                                                                         | 1886-1887 (Mietshaus) | historistische Klinkerfassade mit Putz- und Kunststeingliederungen, risalitartige Eckgestaltung mit Giebelabschlüssen, straßenbildprägende Lage, ortsentwicklungsgeschichtlich und baugeschichtlich von Bedeutung Denkmaltext Als repräsentativer, ehemals freistehender Eckbau entstand zur Karl-Heine-Straße das Mietshaus 1886 bis 1887 nach Entwürfen des Plagwitzer Maurermeisters Louis Löbe in eigener Ausführung. In der Bauakte wird als Bauherr allerdings auch ein Rentier Wilhelm Schreiber aus Wurzen genannt. Beinahe eine gleich große Grundfläche wie die des Hauses nahm ein gestalteter Garten am damaligen Forstweg ein (heute Forststraße 1a). Architekt Werner Richter nahm 1937 den Einbau von Bädern mit einhergehendem Küchenumbau vor, 1994/1995 Sanierung und Dachgeschossausbau nach Planung der H. Schimmel Consulting KG Leipzig. Von besonderer Prägung sind das Eingangsportal mit Fruchgirlanden-Dekoration und die Achse der verbrochenen Ecke mit Austritten im 1. und 2. Obergeschoss, die historistische Ausstattung ist weitgehend erhalten. Über einem Sockel aus Zyklopmauerwerk erhebt sich die ausgewogen gegliederte rote Klinkerfassade. Baugeschichtlich bemerkenswertes Gebäude in städtebaulich prägender Lage, Dokument der historistischen Bebauungsstruktur der Hauptverbindungsstraße Plagwitz-Leipzig. LfD/2013, 2014 | 09298879 |
|                                         | Mietshaus in geschlossener Bebauung | Forststraße 1a (Karte)                                                                        | 1936-1937 (Mietshaus) | Putzfassade mit akzentuierender Klinkergliederung, Zeugnis des Mietwohnungsbaus der NS-Zeit unter Nachwirkung der Moderne der 1920er Jahre, ortsentwicklungsgeschichtlich und baugeschichtlich von Bedeutung Denkmaltext Bauantrag für ein Mehrfamilienhaus, „welches 8 moderne Kleinwohnungen enthalten soll“, wurde am 11.11.1936 gestellt durch Marie Charlotte Elsa ehl. Große. Das Haus entstand als Lückenschließung auf dem ehemaligen, gestalteten Gartenland des benachbarten Eckhauses. Entwurf und Bauleitung lagen in Verantwortung des Architekten Werner Richter, der nach einem Änderungsvorschlag der Bauberatungsstelle des Stadtplanungsamtes neue Pläne vorlegte, nach denen der Bau zum Mai 1937 begonnen werden konnte. Federführend hierbei das Baugeschäft von Louis Löbe unter Beteiligung von Baumeister Paul Grafe für die statischen Berechnungen des Dachwerks. Am 10. September 1937 bereits erfolgte die Schlussprüfung. Alle Wohnungen, deren sich zwei in jeder Etage befinden, sind mit 50,72 Quadratmeter gleich groß konzipiert und besitzen ein innenliegendes Bad/WC. Bebauerlicherweise kam nur ein in der Dekoration reduzierter Entwurf zur Ausführung, wurde auf eine repräsentative breite Eingangsfront aus Klinkermauerwerk verzichtet. So sind an der verputzten Fassade nur der Treppenhausrisalit und die Hauseingangstür recht sparsam und einfach mit Klinkern gefasst. Vom ursprünglich großzügigen, expressiven Entwurf der Eingangszone ist eine der Idee eines (steuerbefreiten) preiswerten Kleinwohnungsbaus näher liegende Fassade umgesetzt. Bei der Sanierung bedauerlicherweise Einbau für das Erscheinungsbild unverträglicher Fenster und einer indiskutablen Hauseingangstür aus Kunststoff. Sozialgeschichtlich und baugeschichtlich wertvoller Bau der 1930er Jahre. LfD/2014 | 09292460 |
| Weitere Bilder                          | Mietshaus in halboffener Bebauung | Forststraße 2 (Karte)                                                                         | 1896 (Mietshaus) | historistischer Putzbau mit Putz- und Steingliederungen, zwei Erker in unterschiedlicher Gestaltung, mehrgeschossiger Verandaanbau in aufwändiger Holzkonstruktion, ortsentwicklungsgeschichtlich und baugeschichtlich von Bedeutung | 09299055 |
|                                         | Mietshaus in geschlossener Bebauung | Forststraße 3 (Karte)                                                                         | 1903 (Mietshaus) | späthistoristische Klinkerfassade mit Kunststeingliederungen, Mittenbetonung durch einachsige Vorlage, ortsentwicklungsgeschichtlich und baugeschichtlich von Bedeutung | 09292459 |
|                                         | Mietvilla in geschlossener Bebauung | Forststraße 4 (Karte)                                                                         | 1878 (Mietvilla) | interessant gestaffelter Putzbau in Formen der Neurenaissance, Putz- und Steingliederungen, loggienartiger Zwischenbau mit Porphyrtuffsäulen, ortsentwicklungsgeschichtlich und baugeschichtlich von Bedeutung | 09291020 |
|                                         | Mietshaus in geschlossener Bebauung in Ecklage | Forststraße 5 (Karte)                                                                         | 1902 (Mietshaus) | späthistoristische Klinkerfassade mit Kunststein-, Putz- und Klinkergliederungen, risalitartige Eckgestaltung mit Turmaufsatz, Wohnung, Atelier und Sterbehaus des Malers und Bildhauers Mathieu Molitor († 1929), ortsentwicklungsgeschichtlich, personengeschichtlich und baugeschichtlich von Bedeutung | 09298878 |
|                                         | Mietshaus in geschlossener Bebauung | Forststraße 6 (Karte)                                                                         | 1904 (Mietshaus) | späthistoristische Putzfassade in barockisierenden Formen, Putzgliederungen, Doppelerker, Tordurchfahrt und Laden, ortsentwicklungsgeschichtlich und baugeschichtlich von Bedeutung | 09264015 |
|                                         | Mietshaus in geschlossener Bebauung | Forststraße 8 (Karte)                                                                         | 1887-1888 (Mietshaus) | historistische Klinkerfassade mit Kunststeingliederungen, äußere Achsen durch Vorlagen betont, Tordurchfahrt, ortsentwicklungsgeschichtlich und baugeschichtlich von Bedeutung | 09298880 |
|                                         | Mietshaus in geschlossener Bebauung | Forststraße 10 (Karte)                                                                        | 1898 (Mietshaus) | stumpfwinklig geknickte Klinkerfassade in späthistoristischen Formen, Kunststein- und Klinkergliederungen, Tordurchfahrt, ortsentwicklungsgeschichtlich von Bedeutung | 09298881 |
|                                         | Doppelmietshaus in halboffener Bebauung in Ecklage (Ernst-Mey-Straße 13 und Forststraße 12) | Forststraße 12 (Karte)                                                                        | 1910-1911 (Doppelmietshaus) | Putzfassade in Reformstil um 1910, Putzgliederungen, breite abgeschrägte Ecke mit Balkonen und Dreieckgiebel, weitere Balkone seitlich der Treppenhausachse an der Ernst-Mey-Straße und an der Giebelseite Forststraße, ortsentwicklungsgeschichtlich und baugeschichtlich von Bedeutung | 09298888 |
|                                         | Mietshaus in halboffener Bebauung | Forststraße 14 (Karte)                                                                        | 1911/1912 (Mietshaus) | Putzfassade im Reformstil um 1910, akzentuierender Putzdekor, Doppelerker, ortsentwicklungsgeschichtlich und baugeschichtlich von Bedeutung Denkmaltext Am 24.07.1911 stellte der Architekt Wilhelm Helmholz den Bauantrag für ein dreigeschossiges „Vorderwohngebäude mit Dachwohnung“. Die baupolizeiliche Genehmigung wurde am 06.10.1911 erteilt und schon am 14.03.1912 erfolgte die Schlussabnahme des fertigen Gebäudes. Seit dem 26.03.1913 befand sich das Wohnhaus unter Zwangsverwaltung, bevor es am 17.01.1914 zwangsversteigert wurde. Der schlichte Putzbau besitzt nur wenige geputzte, zeittypische Verzierungen wie Putzspiegel, Girlanden und Putzbänder. Die Gliederung der Fassade wurde hauptsächlich durch die im oberen Bereich kleinteilig gegliederten Fenster erreicht. Links und rechts des mittig angeordneten Einganges reichen zwei zweiachsige Erker über die beiden Obergeschosse. Der linke Erker findet in dem dreiecksbekrönten Dachhaus der Dachgeschosswohnung seine Fortsetzung und zugleich seinen Abschluss. Das Gebäude besitzt eine vielgliedrige Dachlandschaft und ist ziegelgedeckt. Der ursprüngliche Entwurf sah zwischen den Erkern Balkone vor sowie eine Haustür mit Vordach und Oberlicht. Original erhalten sind die Haustür, Fenster und das Treppenhaus. Das Gebäude befindet sich in einem städtebaulich geschlossenen Mietshausensemble von der Gründerzeit bis 1930 und korrespondiert mit dem gleichzeitig errichteten, ebenfalls von Helmholz entworfenen Mietshaus Forststraße 16. Es ist folglich ein Zeugnis für die im 19. Jh. einsetzende und im 20. weitergeführte Entwicklung des einstigen Dorfes Plagwitz zum ausgeprägten Stadtgebiet und verkörpert damit einen ortsentwicklungsgeschichtlichen Aussagewert. Als typisches Beispiel der Mietshausarchitektur im Reformstil um 1910 ist das Objekt auch baugeschichtlich von Bedeutung. LfD/2013 | 09290842 |
|                                         | Mietshaus in geschlossener Bebauung | Forststraße 16 (Karte)                                                                        | 1911 (Mietshaus) | Putzfassade im Reformstil um 1910, akzentuierender Putzdekor, durch Balkone verbundener Doppelerker, ortsentwicklungsgeschichtlich und baugeschichtlich von Bedeutung Denkmaltext Das Mietshaus wurde gleichzeitig mit dem Wohngebäude Forststraße 14 errichtet. Der Bauantrag wurde am 20.09.1911 genehmigt. Entworfen wurde das Gebäude von dem Leipziger Architekten Wilhelm Helmholz. Das Bauprüfungsprotokoll datiert vom 06.12.1911. Das Gebäude geriet 1913 unter Zwangsverwaltung und wurde am 07.02.1914 zwangsversteigert. Das dreigeschossige Mietshaus mit ausgebautem Dachgeschoss besitzt eine Putzfassade mit schlichter Gliederung durch Putzspiegel und Putzbänder. Zeittypische Putzgirlanden befinden sich über der Haustür und in der Mitte der beiden Erker, die sich über das erste und zweite Obergeschoss erstrecken. Zwischen den Erkern befinden sich halbrund vorstehende Balkone mit eisernen Geländern. Unabdingbar für die architektonische Idee des Gebäudes sind die kleinteiligen Fenster. Original erhalten sind die Haustür, die Mehrzahl der Fenster, das Treppenhaus sowie die Wohnungstüren. Das Gebäude ist Teil eines städtebaulich geschlossenen Mietshausensemble von der Gründerzeit bis 1930 und korrespondiert mit dem gleichzeitig errichteten, ebenfalls von Helmholz entworfenen Mietshaus Forststraße 14. Damit verweist es auf die im 19. Jh. einsetzende und im 20. weitergeführte Entwicklung des einstigen Dorfes Plagwitz zum ausgeprägten Stadtgebiet und hat unter diesem Aspekt ortsentwicklungsgeschichtliche Aussagekraft. Als typischer Vertreter des Mietshausbaus im Reformstil um 1910 ist das Objekt auch baugeschichtlich von Bedeutung. LfD/2013 | 09290843 |
|                                         | Mietshaus in geschlossener Bebauung | Forststraße 24 (Karte)                                                                        | 1911 (Mietshaus) | Putzfassade im Reformstil um 1910, Putzgliederungen und Putzdekor, seitlich angeordneter Erker, darüber Zwerchgiebel, Erdgeschoss mit Kunststeinverkleidung, ortsentwicklungsgeschichtlich und baugeschichtlich von Bedeutung | 09298909 |
|                                         | Mietshaus in geschlossener Bebauung | Forststraße 26 (Karte)                                                                        | 1911 (Mietshaus) | Putzfassade im Reformstil um 1910, Putz- und Kunststeingliederungen sowie Putzdekor, Doppelerker, darüber Zwerchhaus, ortsentwicklungsgeschichtlich und baugeschichtlich von Bedeutung | 09298910 |
|                                         | Mietshaus in halboffener Bebauung, mit Garage im Hof | Gerhardstraße 1 (Karte)                                                                       | um 1900 (Mietshaus), um 1930 (Garage) | Klinkerfassade in späthistoristischen Formen mit Jugendstilanklängen, Kunststein-, Putz- und Klinkergliederungen (Fassadengestaltung wie Nachbarhaus Gerhardstraße 3), Garage Klinkerbau, ortsentwicklungsgeschichtlich und baugeschichtlich von Bedeutung | 09264063 |
|                                         | Mietshaus in halboffener Bebauung | Gerhardstraße 3 (Karte)                                                                       | um 1900 (Mietshaus) | Klinkerfassade in späthistoristischen Formen mit Jugendstilanklängen, Kunststein-, Putz- und Klinkergliederungen (Fassadengestaltung wie Nachbarhaus Gerhardstraße 1), ortsentwicklungsgeschichtlich und baugeschichtlich von Bedeutung | 09264393 |
|                                         | Mietshauses in halboffener Bebauung | Gerhardstraße 7 (Karte)                                                                       | um 1900 (Mietshaus) | historistische Putzfassade mit Kunststeingliederungen, ortsentwicklungsgeschichtlich von Bedeutung | 09264064 |
|                                         | Zwei Fabrikgebäude und Kesselhaus West (Anschriften: Gießerstraße 12 und Weißenfelser Straße 84, auf einem Grundstück mit Karl-Heine-Straße 105) | Gießerstraße 12 (Karte)                                                                       | um 1900 (Fabrikanlagenteil) | Eckgebäude Putzbau mit Putz- und Kunststeingliederungen, in der Weißenfelser Straße anschließend Betonskelettbau im Reformstil um 1910, mit typischer Putzfassade im Rastersystem, hofseitig Kesselhaus mit steil aufragender Giebelfront, Putzfassade mit Putzgliederungen, ehemals Teil der ausgedehnten Fabrikanlagen der Landmaschinenfabrik Rud. Sack, Hersteller von Dampfpflügen und Drillmaschinen (siehe auch Weißenfelser Straße 67), Zeugnis der Bedeutung Leipzigs als einstiges Zentrum des Maschinenbaus, ortsentwicklungsgeschichtlich, industriegeschichtlich und baugeschichtlich von Bedeutung | 09264065 |
|                                         | Fabrikgebäude in Ecklage | Gießerstraße 12a (Karte)                                                                      | um 1905 (Fabrikgebäude) | Klinkerfassade in Formen der versachlichten Architektur nach 1900, Klinker-, Putz- und Kunststeingliederungen, zur Straßenecke etwas überhöhter Gebäudeteil mit gebrochenem Dach, ehemals Teil der ausgedehnten Maschinenfabrik für Holzbearbeitungsmaschinen E. Kießling & Co. (siehe auch Weißenfelser Straße 69a, 71), in den 1930er Jahren von der Fa. Brehmer Buchdruckereimaschinen übernommen, Zeugnis der Bedeutung Leipzigs als einstiges Zentrum des Maschinenbaus, ortsentwicklungsgeschichtlich, industriegeschichtlich und baugeschichtlich von Bedeutung | 09264279 |
|                                         | Fabrikgebäude | Gießerstraße 14 (Karte)                                                                       | 1890 (Fabrik) | gegenüber Einmündung Industriestraße, am ehemaligen Industriegleis, Klinkerfassade mit Klinkergliederungen, Zeugnis der Entwicklung von Plagwitz zum Industrievorort, ortsentwicklungsgeschichtlich, industriegeschichtlich und baugeschichtlich von Bedeutung | 09301283 |
|                                         | Mietshaus in geschlossener Bebauung | Gießerstraße 15 (Karte)                                                                       | um 1900 (Mietshaus) | späthistoristische Klinkerfassade mit Kunststein- und Klinkergliederungen, Laden, ortsentwicklungsgeschichtlich und baugeschichtlich von Bedeutung | 09264066 |
|                                         | Zwei Fabrikgebäude einer ehemaligen Fabrikanlage | Gießerstraße 16 (Karte)                                                                       | um 1900 (Fabrikgebäude), um 1920, rückwärtiges Gebäude (Fabrikgebäude)                                                                            | zwischen zwei Bahngleisen im Industriegebiet zwischen Gießer-, Naumburger-, Weißenfelser Straße, straßenseitiger Bau zweigeschossig, nach Westen rückwärtig gelegener Bau dreigeschossig, bei beiden Klinkerfassade mit Klinkergliederungen, teils auch Gliederungselemente in Kunststein und Putz, Zeugnis der Entwicklung von Plagwitz zum Industrievorort, ortsentwicklungsgeschichtlich, industriegeschichtlich und baugeschichtlich von Bedeutung | 09261891 |
|                                         | Mietshaus in geschlossener Bebauung | Gießerstraße 17 (Karte)                                                                       | um 1900 (Mietshaus) | späthistoristische Klinkerfassade mit Kunststein- und Klinkergliederungen, Dekor mit Jugendstilanklängen, zugesetzter Laden, ortsentwicklungsgeschichtlich und baugeschichtlich von Bedeutung | 09264068 |
|                                         | Drei Fabrikgebäude | Gießerstraße 18 (Karte)                                                                       | um 1905 (Fabrikgebäude) | Klinkerfassaden in Formen des ausgehenden Historismus, Klinkergliederungen, Eisenträger als Fensterstürze, an der Gießerstraße Verdachung in Kunststein, Zeugnis der Plagwitzer Industriegeschichte, ortsentwicklungsgeschichtlich, industriegeschichtlich und baugeschichtlich von Bedeutung | 09264069 |
|                                         | Mietshaus in halboffener Bebauung | Gießerstraße 19 (Karte)                                                                       | um 1900 (Mietshaus) | späthistoristische Klinkerfassade mit Kunststeingliederungen, ortsentwicklungsgeschichtlich und baugeschichtlich von Bedeutung | 09264070 |
|                                         | Mietshaus in geschlossener Bebauung | Gießerstraße 20 (Karte)                                                                       | um 1900 (Mietshaus) | späthistoristische Klinkerfassade mit Kunststeingliederungen, Tordurchfahrt, ortsentwicklungsgeschichtlich und baugeschichtlich von Bedeutung | 09298644 |
|                                         | Mietshaus in geschlossener Bebauung | Gießerstraße 22 (Karte)                                                                       | bezeichnet 1899 (Mietshaus) | Klinkerfassade mit Kunststeingliederungen in vorwiegend Jugendstilformen, Läden, ortsentwicklungsgeschichtlich und baugeschichtlich von Bedeutung | 09294371 |
|                                         | Mietshaus in geschlossener Bebauung | Gießerstraße 24 (Karte)                                                                       | um 1900 (Mietshaus) | späthistoristische Klinkerfassade mit Putz-, Kunststein- und Klinkergliederungen, risalitartige Eckgestaltung mit Laden, ortsentwicklungsgeschichtlich und baugeschichtlich von Bedeutung | 09264072 |
|                                         | Mietshaus in geschlossener Bebauung | Gießerstraße 25 (Karte)                                                                       | um 1900 (Mietshaus) | späthistoristische Putzfassade mit Kunststeingliederungen, risalitartige Eckgestaltung mit Laden, Tordurchfahrt, ortsentwicklungsgeschichtlich und baugeschichtlich von Bedeutung | 09298938 |
|                                         | Mietshaus in halboffener Bebauung, mit seitlicher Toreinfahrt | Gießerstraße 26 (Karte)                                                                       | um 1900 (Mietshaus) | späthistoristische Klinkerfassade mit Kunststeingliederung, ortsentwicklungsgeschichtlich und baugeschichtlich von Bedeutung | 09264073 |
|                                         | Mietshaus in geschlossener Bebauung | Gießerstraße 28 (Karte)                                                                       | um 1900 (Mietshaus) | späthistoristische Klinkerfassade mit Kunststeingliederungen, Tordurchfahrt, ortsentwicklungsgeschichtlich und baugeschichtlich von Bedeutung | 09260918 |
|                                         | Fabrikhalle (Anschrift: Gießerstraße 29 und Markranstädter Straße 8b) | Gießerstraße 29 (Karte)                                                                       | 1910-1912 (Fabrikhalle) | ehemalige, dreischiffige Montagehalle für Eisenkonstruktionen, Klinkerfassade mit Rundbogenöffnungen und Schmuckgiebel, Halle mit Oberlicht, C. F. Weithas Nachf. traditionsreiches Leipziger Unternehmen für Eisenprodukte und Eisenbau und wohl älteste deutsche Rohrhandelsfirma, Zeugnis für die Entwicklung von Plagwitz als bevorzugter Industriestandort, ansprechendes Beispiel der Industriearchitektur des frühen 20. Jh., ortsentwicklungsgeschichtlich, baugeschichtlich und technikgeschichtlich von Bedeutung | 09264074 |
|                                         | Mietshaus in halboffener Bebauung | Gießerstraße 30 (Karte)                                                                       | 1904 (Mietshaus) | Klinkerfassade in Formen des ausgehenden Historismus, Kunststeingliederungen, Laden, ortsentwicklungsgeschichtlich und baugeschichtlich von Bedeutung | 09264075 |
|                                         | Doppelmietshaus in offener Bebauung | Gießerstraße 32; 34 (Karte)                                                                   | 1901 (Doppelmietshaus) | Putzfassade des ausgehenden Historismus, Klinker- und Kunststeingliederungen, ortsentwicklungsgeschichtlich und baugeschichtlich von Bedeutung | 09264076 |
|                                         | Mehrfamilienhäuser (Gießerstraße 41/43 und Limburgerstraße 68/70) einer Wohnanlage, mit Vorgarten zur Limburgerstraße | Gießerstraße 41; 43 (Karte)                                                                   | 1938 (Wohnblock) | über Eck stehende Putzbauten in schlichten Formen der 1930er Jahre, Sockel mit Natursteinverkleidung, Zeugnis des Mietwohnungsbaus der NS-Zeit, ortsentwicklungsgeschichtlich und baugeschichtlich von Bedeutung | 09299157 |
|                                         | Mietshaus in offener Bebauung mit Vorgarten an der Limburger Straße und Hofpflasterung | Gießerstraße 45 (Karte)                                                                       | um 1905 (Mietshaus) | Klinkerfassade des ausgehenden Historismus mit Jugendstileinschlag, Kunststeingliederungen, risalitartige Eckgestaltung mit Eckladen, zweiter Laden seitlich der Haustür, ortsentwicklungsgeschichtlich und baugeschichtlich von Bedeutung | 09298861 |
|                                         | Ehemalige Fabrikanlage mit mehreren Fabrikgebäuden (Limburgerstraße 74a-d und Klingenstraße 15c), einem Verwaltungs- und Laborgebäude (Limburger Straße 72) sowie einer Fabrikhalle (Gießerstraße 46) und der Atlasfigur an der Tordurchfahrt | Gießerstraße 46 (Karte)                                                                       | 1897 (Fabrikanlagenteil), 1910, Hauptgebäude (Fabrikgebäude), 1907 (Fabrikhalle)                                                                  | reich gegliederte Klinkerbauten in späthistoristischen und jugendstiligen Formen, verschiedentlich eiserne Zieranker, innere Konstruktion teils in Stahlbeton, überlebensgroße Steinplastik des globustragenden Atlas, Fritz Schulz jun. Aktiengesellschaft einst weltweit tätiger Hersteller von Reinigungs-, Pflege- und Schädlingsbekämpfungsmitteln, Zeugnis für die Entwicklung von Plagwitz zum bedeutenden Industriestandort, ortsentwicklungsgeschichtliche, baugeschichtliche und industriegeschichtliche Bedeutung | 09264164 |
|                                         | Fabrikgebäude in ehemals halboffener Bebauung | Gießerstraße 47 (Karte)                                                                       | um 1900 (Fabrikgebäude) | historistischer Klinkerbau in gotisierenden Formen, Klinker- und Kunststeingliederungen, Seitenrisalit mit Staffelgiebel, ortsentwicklungsgeschichtlich und baugeschichtlich von Bedeutung | 09264077 |
|                                         | Mietshaus in offener Bebauung, sowie zwei ehemalige Gewerbegebäude im Hof, Hofpflaster und Einfriedung im Hof | Gießerstraße 49 (Karte)                                                                       | bezeichnet 1920 (Mietshaus), 1926 datiert (Gewerbegebäude), um 1900 (Gewerbegebäude)                                                              | Putzbau in schlichten traditionellen Formen, Putzgliederungen mit Art-déco-Einflüssen, Gewerbegebäude Klinkerbauten, teils mit Kunststeindekoration, darunter zwei Figuren, ortsentwicklungsgeschichtlich und baugeschichtlich von Bedeutung | 09264078 |
|                                         | Mietshaus in halboffener Bebauung | Gießerstraße 52 (Karte)                                                                       | um 1900 (Mietshaus) | späthistoristische Klinkerfassade mit Putz- und Kunststeingliederungen, ehemals Laden, ortsentwicklungsgeschichtlich und baugeschichtlich von Bedeutung | 09264079 |
|                                         | Mietshaus in offener Bebauung | Gießerstraße 53 (Karte)                                                                       | um 1900 (Mietshaus) | späthistoristische Klinkerfassade mit Putz- und Kunststeingliederungen, risalitartige Eckgestaltung, Eckladen und Laden, ortsentwicklungsgeschichtlich und baugeschichtlich von Bedeutung | 09298856 |
|                                         | Mietshaus in halboffener Bebauung | Gießerstraße 54 (Karte)                                                                       | um 1900 (Mietshaus) | Klinkerfassade des ausgehenden Historismus mit Jugendstildekor, Kunststeingliederungen, Laden, ortsentwicklungsgeschichtlich und baugeschichtlich von Bedeutung | 09260920 |
|                                         | Mietshaus in halboffener Bebauung | Gießerstraße 56 (Karte)                                                                       | um 1905 (Mietshaus) | Klinkerfassade des ausgehenden Historismus mit Jugendstileinschlag, Putz- und Kunststeingliederungen, Läden, korrespondierende Gestaltung mit Nachbarhaus Gießerstraße 58, ortsentwicklungsgeschichtlich und baugeschichtlich von Bedeutung | 09264080 |
|                                         | Mietshaus in halboffener Bebauung | Gießerstraße 58 (Karte)                                                                       | um 1905 (Mietshaus) | Klinkerfassade des ausgehenden Historismus mit Jugendstileinschlag, Putz- und Kunststeingliederungen, Läden, korrespondierende Gestaltung mit Nachbarhaus Gießerstraße 56, ortsentwicklungsgeschichtlich und baugeschichtlich von Bedeutung | 09264396 |
|                                         | Mietshaus in offener Bebauung | Gießerstraße 60 (Karte)                                                                       | um 1900 (Mietshaus) | späthistoristische Putzfassade mit Kunststein- und Putzgliederungen, im Dekor Jugendstilanklänge, Läden, ortsentwicklungsgeschichtlich und baugeschichtlich von Bedeutung | 09264081 |
|                                         | Mietshaus in offener Bebauung, mit Pflasterung der Hofzufahrt | Gießerstraße 62 (Karte)                                                                       | um 1900 (Mietshaus) | Klinkerfassade in Formen des ausgehenden Historismus, Kunststeingliederungen, ortsentwicklungsgeschichtlich und baugeschichtlich von Bedeutung | 09264082 |
|                                         | Mietshaus in offener Bebauung, mit Einfriedung und Nebengebäude im Hof | Gießerstraße 64 (Karte)                                                                       | um 1910 (Mietshaus), um 1890 (Nebengebäude) | Putzfassade im Reformstil um 1910, Putz- und Kunststeingliederungen, seitlich verschobener Erker, Zwerchgiebel, Nebengebäude Klinkerbau mit Klinkergliederungen, vermutlich ehemaliger Kohlenschuppen, ortsentwicklungsgeschichtlich und baugeschichtlich von Bedeutung | 09264083 |
|                                         | Mietshaus in offener Bebauung | Gießerstraße 70 (Karte)                                                                       | um 1900 (Mietshaus) | Putz-Klinker-Fassade in Formen des Späthistorismus und Jugendstils, Kunststeingliederungen, risalitartige Eckgestaltung mit Laden, ortsentwicklungsgeschichtlich und baugeschichtlich von Bedeutung | 09264084 |
| Direkt Bild zu diesem Denkmal hochladen | Ehemalige Kohlenhandlung in Ecklage und Hofpflaster | Gleisstraße 1 (Karte)                                                                         | um 1890 (Geschäftshaus) | ehemals Klinkerbau, ortsentwicklungsgeschichtlich von Bedeutung (das kleine Gebäude in Ecklage Ernst-Mey-Straße ist kein Denkmal, ebenso die Einfriedung) | 09293630 |
|                                         | Mietshaus in halboffener Bebauung | Gleisstraße 2 (Karte)                                                                         | 1904 (Mietshaus) | späthistoristische Klinkerfassade mit Putz- und Kunststeingliederungen, in der Mitte Balkonzone, zugesetzter Laden, ortsentwicklungsgeschichtlich und baugeschichtlich von Bedeutung | 09298891 |
|                                         | Mietshaus in geschlossener Bebauung | Gleisstraße 4 (Karte)                                                                         | um 1905 (Mietshaus) | Putzfassade mit Kunststeingliederungen und jugendstiligem Dekor, ortsentwicklungsgeschichtlich und baugeschichtlich von Bedeutung | 09299021 |
|                                         | Mietshaus in geschlossener Bebauung | Gleisstraße 7 (Karte)                                                                         | 1888 (Mietshaus) | historistische Putzfassade mit Kunststein- und Putzgliederungen, Tordurchfahrt, ortsentwicklungsgeschichtlich und baugeschichtlich von Bedeutung | 09298905 |
|                                         | Mietshaus in geschlossener Bebauung | Gleisstraße 9 (Karte)                                                                         | 1887 (Mietshaus) | historistische Putzfassade mit Putz- und Kunststeingliederungen, ortsentwicklungsgeschichtlich und baugeschichtlich von Bedeutung | 09298904 |
|                                         | Mietshaus in geschlossener Bebauung | Gleisstraße 10 (Karte)                                                                        | 1890 (Mietshaus) | historistische Klinkerfassade mit Putz-, Klinker- und Kunststeingliederungen, Tordurchfahrt, ortsentwicklungsgeschichtlich und baugeschichtlich von Bedeutung | 09264583 |
|                                         | Mietshaus in geschlossener Bebauung | Gleisstraße 11 (Karte)                                                                        | 1886-1887 (Mietshaus) | historistische Putzfassade mit Putz- und Kunststeingliederungen, risalitartige Eckgestaltung mit Dachausbau und Balkonen, ehemals Eckladen, Hausdurchgang, ortsentwicklungsgeschichtlich und baugeschichtlich von Bedeutung Denkmaltext Zimmermeister Carl Friedrich Heinze unterzeichnete den Bauantrag im Oktober 1886 für ein vierstöckiges Mietshaus mit ausgebautem Dachgeschoss an der Ecke zur Poststraße (heute Weißenfelser Straße), das Bau-Revisions-Protokoll der Schlussabnahme datiert vom 27. Juni 1887. Sanierung mit Wiederherstellung des ursprünglichen Erscheinungsbildes 2007 (Dachgeschossrückbau, Eckladen). Der ausgewogen konzipierte Putzbau mit Stuckdekor, Eckladen und gesondert hervorgehobenem dreiachsigen Eckrisalit mit Pilastern. Originale Ausstattung, u. a. Schablonenmalerei im Treppenhaus. LfD/2007 | 09300742 |
|                                         | Mietshaus in halboffener Bebauung | Gleisstraße 14 (Karte)                                                                        | 1888 (Mietshaus) | historistische Putz-Klinker-Fassade mit Putz- und Kunststeingliederungen, ortsentwicklungsgeschichtlich und baugeschichtlich von Bedeutung | 09298908 |
|                                         | Mietshaus in halboffener Bebauung | Gleisstraße 18 (Karte)                                                                        | 1909 (Mietshaus) | Putzfassade im Reformstil um 1910, Putz- und Kunststeingliederungen, leicht aus der Mitte verschobener Kastenerker, ortsentwicklungsgeschichtlich und baugeschichtlich von Bedeutung | 09298907 |
|                                         | Mietshaus in halboffener Bebauung | Gleisstraße 24 (Karte)                                                                        | 1908 (Mietshaus) | Putzfassade im Reformstil um 1910, Putz- und Kunststeingliederungen, asymmetrisch angeordneter Kastenerker und seitlicher Zwerchgiebel, ortsentwicklungsgeschichtlich und baugeschichtlich von Bedeutung | 09298906 |
|                                         | Mietshaus in geschlossener Bebauung, mit Vorgarten in der Nonnenstraße | Industriestraße 34 (Karte)                                                                    | um 1900 (Mietshaus) | historistische Putzfassade mit Putz- und Kunststeingliederungen, risalitartige Eckgestaltung mit Turmhaube, ortsentwicklungsgeschichtlich und baugeschichtlich von Bedeutung | 09298949 |
|                                         | Mietshaus in geschlossener Bebauung | Industriestraße 36 (Karte)                                                                    | 1880-1881 (Mietshaus) | historistische, später reduzierte Putzfassade mit Kunststeingliederungen, Tordurchfahrt, ortsentwicklungsgeschichtlich von Bedeutung | 08966356 |
| Weitere Bilder                          | Mietshaus in halboffener Bebauung | Industriestraße 40 (Karte)                                                                    | um 1900 (Mietshaus) | späthistoristische Klinkerfassade mit Putz- und Kunststeingliederungen, turmartiger Eckrisalit, Straßenfrontmitte durch einachsige Vorlage betont, straßenbildprägende Lage, ortsentwicklungsgeschichtlich und baugeschichtlich von Bedeutung | 09298948 |
| Weitere Bilder                          | Mietshaus in geschlossener Bebauung | Industriestraße 41 (Karte)                                                                    | um 1885 (Mietshaus) | historistische Putzfassade mit Putz- und Kunststeingliederungen, verbrochene Ecke, Läden, ortsentwicklungsgeschichtlich und baugeschichtlich von Bedeutung | 09290830 |
|                                         | Mietshaus in geschlossener Bebauung | Industriestraße 43 (Karte)                                                                    | um 1890 (Mietshaus) | historistische Klinker-Putz-Fassade mit teils kräftigen Putz- und Kunststeingliederungen, Läden, ortsentwicklungsgeschichtlich und baugeschichtlich von Bedeutung | 09290829 |
|                                         | Mietshaus in geschlossener Bebauung | Industriestraße 44 (Karte)                                                                    | um 1895 (Mietshaus) | historistische Klinkerfassade mit Putz-, Klinker- und Kunststeingliederungen, ortsentwicklungsgeschichtlich und baugeschichtlich von Bedeutung | 09292574 |
|                                         | Mietshaus in geschlossener Bebauung | Industriestraße 45 (Karte)                                                                    | um 1890 (Mietshaus) | späthistoristische Klinkerfassade mit Putz-, Klinker- und Kunststeingliederungen, korrespondierende Gestaltung mit Industriestraße 47, Laden, ortsentwicklungsgeschichtlich und baugeschichtlich von Bedeutung | 09290828 |
|                                         | Mietshaus in geschlossener Bebauung | Industriestraße 46 (Karte)                                                                    | um 1900 (Mietshaus) | späthistoristische Klinkerfassade mit Putz-, Klinker- und Kunststeingliederungen, ortsentwicklungsgeschichtlich und baugeschichtlich von Bedeutung | 09298768 |
|                                         | Mietshaus in halboffener Bebauung | Industriestraße 47 (Karte)                                                                    | um 1890 (Mietshaus) | späthistoristische Klinkerfassade mit Putz-, Klinker- und Kunststeingliederungen, korrespondierende Gestaltung mit Industriestraße 45, verbrochene Ecke, Läden, ortsentwicklungsgeschichtlich und baugeschichtlich von Bedeutung | 09290827 |
|                                         | Mietshaus in geschlossener Bebauung | Industriestraße 48 (Karte)                                                                    | um 1900 (Mietshaus) | Putz-Klinker-Fassade in Formen des Späthistorismus und Jugendstils, Putz- und Kunststeingliederungen, analoge Gestaltung zur Industriestraße 50, ortsentwicklungsgeschichtlich und baugeschichtlich von Bedeutung | 09298933 |
|                                         | Mietshaus in geschlossener Bebauung | Industriestraße 49 (Karte)                                                                    | 1893-1894, bezeichnet 1893 (Mietshaus) | imposante Putz-Klinker-Fassade in kräftigen Formen des Späthistorismus, Putz- und Kunststeingliederungen, verbrochene Ecke ehemals mit Laden, ortsentwicklungsgeschichtlich und baugeschichtlich von Bedeutung | 09298934 |
|                                         | Mietshaus in geschlossener Bebauung | Industriestraße 50 (Karte)                                                                    | 1902 (Mietshaus) | Putz-Klinker-Fassade in Formen des Späthistorismus und Jugendstils, Putz- und Kunststeingliederungen, analoge Gestaltung zur Industriestraße 48, ortsentwicklungsgeschichtlich und baugeschichtlich von Bedeutung | 09302184 |
|                                         | Mietshaus in geschlossener Bebauung | Industriestraße 51 (Karte)                                                                    | um 1900 (Mietshaus) | späthistoristische Putz-Klinker-Fassade in barockisierenden Formen, Putz- und Kunststeingliederungen, Tordurchfahrt, ortsentwicklungsgeschichtlich und baugeschichtlich von Bedeutung | 09298935 |
|                                         | Mietshaus in geschlossener Bebauung | Industriestraße 52 (Karte)                                                                    | bezeichnet 1890 (Mietshaus) | historistische Putzfassade mit Putz- und Kunststeingliederungen, ortsentwicklungsgeschichtlich und baugeschichtlich von Bedeutung | 09261838 |
|                                         | Mietshaus (Nr. 53) in geschlossener Bebauung, mit Werkstattgebäude (Nr. 53 a/b) im Hof sowie Hofpflasterung | Industriestraße 53; 53a; 53b (Karte)                                                          | um 1905 (Mietshaus) | Klinkerfassade in Formen des ausgehenden Historismus und Jugendstils, Klinker-, Putz- und Kunststeingliederungen, Mittenbetonung durch leichten Rücksprung und giebelartig aufgewölbtes Traufgesims,Tordurchfahrt, Werkstattgebäude Hoffront in Klinker mit Klinkergliederung, ortsentwicklungsgeschichtlich und baugeschichtlich von Bedeutung | 09298936 |
|                                         | Mietshäuser einer Wohnanlage (Anschrift: Industriestraße 54-62 und Zschochersche Straße 54/56), mit Reklamebild an der Giebelwand zum Karl-Heine-Kanal | Industriestraße 54; 56; 58; 58a; 60; 62 (Karte)                                               | um 1880 (Mietshaus), 1929 (Werbung) | ursprünglich durch den Unternehmer Karl Heine errichtete Tagelöhnerwohnungen, später im Besitz des Futtermittelhändlers Wagner, schlichte Putzfassaden mit Putz- und Steingliederungen, an der Zschocherschen Straße Tordurchfahrt und Läden, wandhohe Reklamemalerei für Persil »Die weiße Dame« aus den 1920er Jahren von Seltenheitswert, ortsentwicklungsgeschichtlich, baugeschichtlich und kulturgeschichtlich von Bedeutung | 09264298 |
|                                         | Mietshaus in geschlossener Bebauung | Industriestraße 55 (Karte)                                                                    | um 1905 (Mietshaus) | Klinkerfassade in Formen des ausgehenden Historismus und Jugendstils, Putz- und Kunststeingliederungen, ortsentwicklungsgeschichtlich und baugeschichtlich von Bedeutung | 09298937 |
|                                         | Ehemaliges Fabrikgebäude, jetzt Mietshaus in geschlossener Bebauung | Industriestraße 57 (Karte)                                                                    | um 1900 (Fabrikgebäude) | historistische Klinkerfassade mit Putz- und Kunststeingliederungen, mit Tordurchfahrt, ortsentwicklungsgeschichtlich und baugeschichtlich von Bedeutung | 09299017 |
|                                         | Mietshaus in offener Bebauung | Industriestraße 61 (Karte)                                                                    | um 1880 (Mietshaus) | historistische Putzfassade mit Putz- und Sandsteingliederungen, verbrochene Ecke, ortsentwicklungsgeschichtlich von Bedeutung | 09264086 |
|                                         | Mietshaus in halboffener Bebauung | Industriestraße 63 (Karte)                                                                    | um 1900 (Mietshaus) | späthistoristische Klinkerfassade mit Kunststeingliederungen, ortsentwicklungsgeschichtlich und baugeschichtlich von Bedeutung | 09264087 |
|                                         | Mietshaus in geschlossener Bebauung, mit Waschhaus im Hof | Industriestraße 65 (Karte)                                                                    | um 1900 (Mietshaus) | späthistoristische Klinkerfassade, teils Jugendstildekor, Putz- und Kunststeingliederungen, Tordurchfahrt, ortsentwicklungsgeschichtlich und baugeschichtlich von Bedeutung | 09264088 |
|                                         | Güterschuppen | Industriestraße 72 (Karte)                                                                    | 1880 (Güterschuppen) | ehemalige Güterladestelle in Plagwitz, genutzt von den einst umliegenden Industriebetrieben, heute Vereinshaus im Stadtteilpark Plagwitz, Putzbau mit sparsamen Putzgliederungen, ortsentwicklungsgeschichtlich und eisenbahngeschichtlich von Bedeutung | 08967662 |
|                                         | Mietshaus in geschlossener Bebauung | Industriestraße 73 (Karte)                                                                    | um 1905 (Mietshaus) | Klinkerfassade zwischen ausgehendem Historismus und Jugendstil, Putz- und Kunststeingliederungen, Mittenbetonung durch angedeuteten Erker, Tordurchfahrt, korrespondierende Gestaltung mit Nachbarhaus Industriestraße 75, ortsentwicklungsgeschichtlich und baugeschichtlich von Bedeutung | 09264089 |
|                                         | Mietshaus in geschlossener Bebauung | Industriestraße 75 (Karte)                                                                    | um 1905 (Mietshaus) | Klinkerfassade zwischen ausgehendem Historismus und Jugendstil, Putz- und Kunststeingliederungen, Mittenbetonung durch angedeuteten Erker, Tordurchfahrt, ehemals Laden, korrespondierende Gestaltung mit Nachbarhaus Industriestraße 73, ortsentwicklungsgeschichtlich und baugeschichtlich von Bedeutung | 09264090 |
|                                         | Mietshaus in halboffener Bebauung | Industriestraße 77 (Karte)                                                                    | um 1905 (Mietshaus) | Klinkerfassade zwischen ausgehendem Historismus und Jugendstil, Klinker- und Kunststeingliederungen, ortsentwicklungsgeschichtlich und baugeschichtlich von Bedeutung | 09264091 |
|                                         | Mietshaus in halboffener Bebauung | Industriestraße 79 (Karte)                                                                    | um 1900 (Mietshaus) | späthistoristische Klinkerfassade mit Putz-, Klinker- und Kunststeingliederungen, Betonung der Seitenachsen durch Vorlagen, ortsentwicklungsgeschichtlich von Bedeutung | 09298252 |
|                                         | Ehemaliges Fabrikgebäude | Industriestraße 81; 81a; 83; 83a (Karte)                                                      | um 1895 (Fabrikgebäude) | Klinkerfassade in späthistoristischen Formen, Klinker- und Kunststeingliederungen, ortsentwicklungsgeschichtlich und baugeschichtlich von Bedeutung | 09298439 |
| Weitere Bilder                          | Gebäudeanlage, bestehend aus straßenseitigem Verwaltungsbau, geschlossener Hofbebauung mit Werkstatt- und Lagergebäuden, Hofpflaster und Tiefgarage | Industriestraße 85; 95 (Karte)                                                                | im Kern um 1900 (altes Verwaltungsgebäude), 1928-1932 (neues Verwaltungsgebäude), 1928-1932 (Tiefgarage)                                          | Teil des Ensembles auch das ehemalige Fuhrparkgebäude (Industriestraße 86) auf der gegenüberliegenden Straßenseite (Objekt 09306739), vorwiegend im Sinne der Moderne der 1920er Jahre gestaltete Klinkerbauten mit Stahlbetonskelett, Entwurf Fritz Höger (Hamburg), teils ältere Gebäude einbezogen und angepasst, herausragendes Beispiel der Architekturentwicklung in der Weimarer Republik, struktur- und bildprägendes Architekturensemble im ehemaligen Plagwitzer Industriegebiet, baugeschichtlich, künstlerisch, ortsentwicklungsgeschichtlich und städtebaulich von Bedeutung | 09264092 |
|                                         | Fuhrparkgebäude mit Einfriedungsmauer und Hofpflaster sowie Laderampe | Industriestraße 86 (Karte)                                                                    | 1929/1930 (Kohlehandlung), 1929/1930 (Einfriedung), 1929/1930 (Pflaster)                                                                          | Teil eines struktur- und bildprägenden Architekturensembles im ehemaligen Plagwitzer Industriegebiet (siehe Konsumzentrale Plagwitz, Industriestraße 85-95, Objekt 09264092), baugeschichtlich und ortsentwicklungsgeschichtlich von Bedeutung, zudem Zeugnis der Versorgungsgeschichte Leipzigs, zugehörig zur gegenüberliegenden Konsumzentrale Plagwitz Denkmaltext Auf dem spitzwinkligen Grundstück zwischen Straße und Industriegleis produzierte die Firma Stahlfederfabrik Leo Nachf., 1929 übernahm der auf der gegenüberliegenden Seite der Jahnstraße ansässige Konsum-Verein Leipzig-Plagwitz und Umgegend eGmbH das Grundstück. Die ein- und zweigeschossigen Fabrikgebäude sollten umgebaut bzw. abgebrochen werden, eine Kohlen-Umladestelle entstehen. Genehmigung erfuhr die Mitbenutzung des bahneigenen Geländes für eine zu erbauende Laderampe durch die Deutsche Reichsbahn-Gesellschaft, Reichsbahndirektion Dresden. Baubehördliche Zustimmung erhielt der Kohlenlagerumbau nebst Kohlenförderanlage, vom 8. Juli 1930 datierte die Gestattung einer Ingebrauchnahme der „Kohlen-Umladestelle Jahnstraße 84“ (ehemaliger Standort war Jahnstraße 91). Die Kohle, so die Erläuterung des Betriebsablaufes, sollte in Eisenbahnwaggons anrollen, mehrheitlich in Direktverladung auf Autos gebracht und „in die einzelnen Stadtteile breitgefahren“ werden. Ein geringerer Teil war zur Verbringung auf Transportbänder und Schüttung in Lagerboxen sowie hernach „ein zentnerweiser Verkauf nach den westlichen Stadtteilen“ vorgesehen. Für Mitarbeiter waren lediglich ein Werkbüro und Toiletten vorhanden, da eine Mitbenutzung der Räumlichkeiten im direkt gegenüber liegenden Konsum-Gebäude möglich war. Alle Mauern sollten mit Rohbausteinen verblendet und gefugt werden, das Dach aus einer Eisenkonstruktion mit Holzsparrenlage, Schalung und Pappeindeckung bestehen. Raupen-Oberlichte brachten natürliches Licht in die mit Holzschiebetoren geschlossene Lagerhalle. Sämtliches freies Gelände wurde abgepflastert, zur heutigen Industriestraße eine etwa zwei Meter hohe Einfriedung mit Rohbausteinverblendung aufgeführt. Zum Gleis hin standen Betonsäulen mit herausnehmbaren Holzzaunfeldern. Das straßenseitige Hauptgebäude passt sich in der farblichen Gestaltung und Wahl einer Klinkerfassade der von dem Hamburger Architekten Fritz Höger entworfenen, gegenüberliegenden Konsumzentrale Industriestraße 85–91 an, ist aber deutlich sachlicher. Statische Berechnungen für den Eisenbau steuerten 1929 Reinhold & Patzschke bei, hinsichtlich der Trägerkonstruktion der Kohlentransportbänder die Thyssen Eisen- und Stahl-Aktiengesellschaft Zweigniederlassung Leipzig. 1954 machten sich Wiederaufbauarbeiten notwendig, da Schäden durch einen Brand entstanden waren, für 1958 ist wegen Überbelegung der Tiefgarage in der Konsumzentrale die neue Nutzung als Garage für das Unterstellen von etwa fünfundzwanzig Fahrzeugen im Gespräch. Noch erhalten ist die gleisseitige Laderampe. Das Ensemble ist baugeschichtlich sowie als Zeugnis der Versorgungsgeschichte Leipzigs bedeutsam. LfD/2018 | 09306739 |
|                                         | Mietshaus in geschlossener Bebauung | Industriestraße 97 (Karte)                                                                    | um 1900 (Mietshaus) | späthistoristische Klinkerfassade mit Klinker- und Kunststeingliederungen, ortsentwicklungsgeschichtlich und baugeschichtlich von Bedeutung | 09264093 |
|                                         | Mietshaus in geschlossener Bebauung | Industriestraße 99 (Karte)                                                                    | um 1900 (Mietshaus) | Klinkerfassade des ausgehenden Historismus mit Kunststein- und Klinkergliederungen, ortsentwicklungsgeschichtlich von Bedeutung | 09264094 |
|                                         | Mietshaus in geschlossener Bebauung | Industriestraße 101 (Karte)                                                                   | um 1900 (Mietshaus) | späthistoristische Klinkerfassade mit Putz- und Kunststeingliederungen, risalitartige Eckgestaltung mit Laden, ortsentwicklungsgeschichtlich und baugeschichtlich von Bedeutung | 09264095 |
| Direkt Bild zu diesem Denkmal hochladen | Einzeldenkmal der Sachgesamtheit Karl-Heine-Kanal: Ufereinfassung an der König-Albert-Brücke (siehe Sachgesamtheitsliste, OT Plagwitz - Obj. 09290819) | Karl-Heine-Straße - (Karte)                                                                   | Ende 19. Jh. (Uferbefestigung) | Bruchsteinmauerwerk in Porphyrgranit, ortsentwicklungsgeschichtlich von Bedeutung | 09264131 |
|                                         | Straßenbrücke über den Karl-Heine-Kanal | Karl-Heine-Straße - (Karte)                                                                   | 1874 (Straßenbrücke) | unter Wiederherstellung des historischen Erscheinungsbildes weitgehend neugebaute Dreibogenbrücke, Brückenpfeiler original, darüber neue Bauteile in Stahlbeton, verblendet mit Klinker- und Bruchsteinmauerwerk, der alten Form nachgebautes Eisengeländer, hoher wissenschaftlicher Wert als Dokument der Technik-, Industrie- und Stadtgeschichte, Bestandteil der Gesamtanlage Karl-Heine-Kanal, technikgeschichtlich, industriegeschichtlich und ortsentwicklungsgeschichtlich von Bedeutung | 09261509 |
| Weitere Bilder                          | Mehrfamilienhäuser einer Wohnanlage (Karl-Heine-Straße 1, 1a, 1b, 1c und Nonnenstraße 2a), mit Vorplatz und Vorgarten an der Nonnenstraße | Karl-Heine-Straße 1; 1a; 1b; 1c (Karte)                                                       | 1935 (Mehrfamilienwohnhaus) | interessant gestaffelte Putzbauten mit Einflüssen des Neuen Bauens der 1920er Jahre, Fassadenteilung durch hochgezogene Treppenhäuser mit Klinkerverkleidung, Läden und Tordurchfahrt, straßenbildprägende Lage, Zeugnis des Mietwohnungsbaus der 1930er Jahre, ortsentwicklungsgeschichtlich und baugeschichtlich von Bedeutung | 09264096 |
|                                         | Mietshaus in geschlossener Bebauung, mit Hofgebäude | Karl-Heine-Straße 3 (Karte)                                                                   | um 1885 (Mietshaus) | historistische Putzfassade in Formen der Neurenaissance, Putz- und Sandsteingliederungen, Hofgebäude Fachwerkbau mit Klinkerausfachung, ortsentwicklungsgeschichtlich und baugeschichtlich von Bedeutung | 09264097 |
|                                         | Mietshaus in geschlossener Bebauung | Karl-Heine-Straße 5 (Karte)                                                                   | um 1885 (Mietshaus) | historistische Putzfassade in Formen der Neurenaissance, Putz- und Sandsteingliederungen, seitliche Vorlage, Eckladen, ortsentwicklungsgeschichtlich und baugeschichtlich von Bedeutung | 09264099 |
|                                         | Mietshaus in geschlossener Bebauung | Karl-Heine-Straße 7 (Karte)                                                                   | um 1875 (Mietshaus) | historistische Putzfassade in Formen der Neurenaissance, Putz- und Sandsteingliederungen, seitliche Vorlagen mit Pilastern, Tordurchfahrt, ehemals Laden, ortsentwicklungsgeschichtlich und baugeschichtlich von Bedeutung | 09264098 |
|                                         | Mietshaus in geschlossener Bebauung | Karl-Heine-Straße 9 (Karte)                                                                   | um 1875 (Mietshaus) | historistische Putzfassade mit Putz- und Sandsteingliederungen, Tordurchfahrt und Läden, ortsentwicklungsgeschichtlich und baugeschichtlich von Bedeutung | 09264100 |
|                                         | Mietshaus in geschlossener Bebauung | Karl-Heine-Straße 11 (Karte)                                                                  | um 1895 (Mietshaus) | reiche, späthistoristische Putz-Klinker-Fassade mit Putz- und Sandsteingliederungen, seitliche Vorlagen, in der Mittelachse gerundete Austritte, ortsentwicklungsgeschichtlich und baugeschichtlich von Bedeutung | 09264101 |
|                                         | Mietshaus in halboffener Bebauung | Karl-Heine-Straße 13 (Karte)                                                                  | bezeichnet 1886 (Mietshaus) | historistische Klinkerfassade mit Klinker-, Putz- und Sandsteingliederungen, ortsentwicklungsgeschichtlich und baugeschichtlich von Bedeutung | 09264102 |
|                                         | Mietvilla | Karl-Heine-Straße 15 (Karte)                                                                  | um 1870 (Mietvilla) | Putzbau in Formen der Neurenaissance, Putz- und Sandsteingliederungen, ortsentwicklungsgeschichtlich und baugeschichtlich von Bedeutung | 09264103 |
|                                         | Mietvilla, mit Nebengebäude und Garten | Karl-Heine-Straße 17 (Karte)                                                                  | bezeichnet 1875 (Villa) | gestaffelte Klinkerfassade in Formen der Neurenaissance, Putz- und Sandsteingliederungen, Nebengebäude ebenfalls mit Klinkerverkleidung, ortsentwicklungsgeschichtlich und baugeschichtlich von Bedeutung | 09264104 |
|                                         | Wohnhaus und ehemaliges Bildhauerateliergebäude im Garten | Karl-Heine-Straße 19; 19a (Karte)                                                             | um 1859 (Wohnhaus) | ehemals mit Ladeneinbau, historisierender Putzbau mit Putz- und Steingliederungen, ortsentwicklungsgeschichtlich, baugeschichtlich und kunstgeschichtlich von Bedeutung Denkmaltext Das einzelstehende, schlichte Wohngebäude wurde mit der Erschließung der Leipziger Allee (heute Karl-Heine-Straße) durch Karl Heine errichtet und 1859 an Dr. Röschke verkauft. Der kubische Baukörper über quadratischem Grundriss ursprünglich mit flachem Pyramidendach abgeschlossen, dieses 1932 durch Mansarddach ersetzt. 1939 Ladeneinbau im Erdgeschoss. Dabei das Gebäude wahrscheinlich neu verputzt, wobei wohl auch zuvor das Äußere einfach gehalten war. Bei jüngester Sanierung annähernde Wiederherstellung der ursprünglichen Fassadengestaltung. Inneres bis auf den Ladeneinbau im wesentli- chen in der alten Form erhalten, dabei das klare Grundrissgefüge bemerkenswert. Straßenseitig Saal oder Salon als Mittelpunkt der Raumfolge in den Etagen. Diese Disposition spiegelt sich an der Hauptfront wider, wo in der Breite der zentralen Räume ein flacher Mittelrisalit ausgebildet ist. Entsprechend der Symmetrie des Innern sind hier auch die Fensterachsen angeordnet. Als Landhaus war das Gebäude einst von einem Garten umgeben. Heute ist nur noch dessen hinterer Teil erhalten. Es befindet sich dort am Rand des Grundstücks das ehemalige Stall- und Remisengebäude. Der zweigeschossige Bau, dessen Front mit einem Dreieckgiebel ausgezeichnet ist, wohl etwas jünger als das Wohnhaus. Seine Fenster rundbogig geschlossen und die Fassadengliederung in Putz ausgeführt. 1901 ließ der Bildhauer August Louis Schmiemann das Gebäude als Wohnung und Atelier umbauen. Später diente es im vorderen Teil als Garage. Das Wohnhaus dürfte das älteste Bauwerk in der kurz nach 1856 angelegten Karl-Heine-Straße sein. Es bezeugt damit die Anfänge der von Karl Heine initiierten Erschließung des westlichen Vorortgebietes um die Dörfer Lindenau und Plagwitz, das in den folgenden Jahrzehnten in der Leipziger Stadtentwicklung eine wesentliche Rolle spielte. Hierdurch erlangt es einen wichtigen ortsentwicklungsgeschichtlichen Aussagewert. Als Beispiel der für Leipzig mittlerweile selten gewordenen Landhausarchitektur um die Mitte des 19. Jh. ist es auch baugeschichtlich von Bedeutung. Das Nebengebäude in seiner Funktion als Bildhaueratelier ist ein Zeugnis des Leipziger Kunstgeschehen um 1900. LfD/2013 | 09264395 |
|                                         | Mietvilla | Karl-Heine-Straße 21 (Karte)                                                                  | um 1870 (Mietvilla) | historistischer Putzbau mit Putz- und Sandsteingliederungen, Mittenbetonung durch flache Vorlage mit Dreieckgiebel, ortsentwicklungsgeschichtlich und baugeschichtlich von Bedeutung | 09264105 |
|                                         | Villa, mit Vorgarten | Karl-Heine-Straße 25 (Karte)                                                                  | um 1875 (Villa) | zurückgesetzter Putzbau in historistischen Formen, Putz- und Sandsteingliederungen, ortsentwicklungsgeschichtlich und baugeschichtlich von Bedeutung | 09264106 |
|                                         | Mietshaus in offener Bebauung, mit Remise und Garten | Karl-Heine-Straße 25b (Karte)                                                                 | um 1905 (Mietshaus) | stattlicher Putzbau mit Jugendstildekoration, Putz- und Kunststeingliederungen, Straßenfront mit turmartigen Mittelrisalit, Remisengebäude Klinkerbau, ortsentwicklungsgeschichtlich und baugeschichtlich von Bedeutung | 09264107 |
|                                         | Mietvilla, mit Einfriedung zum Nachbargrundstück | Karl-Heine-Straße 27 (Karte)                                                                  | 1898-1899 (Fabrikantenvilla) | repräsentativer, späthistoristischer Putzbau in neubarocken Formen, Putz- und Steingliederungen, Straßenfront mit erkerartiger Vorlage, seitlich Wintergartenanbau, Einfriedung gelbe Klinkermauer mit Klinkergliederungen, ortsentwicklungsgeschichtlich und baugeschichtlich von Bedeutung | 09264108 |
|                                         | Mietshaus in offener Bebauung, mit Einfriedung und Vorgarten | Karl-Heine-Straße 29 (Karte)                                                                  | um 1910 (Mietshaus) | Putzbau im Reformstil um 1910, Putzgliederungen, turmartige Vorlage, ortsentwicklungsgeschichtlich und baugeschichtlich von Bedeutung | 09264109 |
|                                         | Villa, mit Vorgarten und Einfriedung | Karl-Heine-Straße 31 (Karte)                                                                  | 1869-1870 (Villa) | neugotischer Putzbau mit Stein- und Putzgliederungen, ortsentwicklungsgeschichtlich und baugeschichtlich von Bedeutung Denkmaltext Im Sommer 1869 reichte Buchdruckereibesitzer Emil Stephan den Bauantrag ein für ein Wohngebäude und ein Seitengebäude, mit einem 'nach hinten ausgebauten Treppenhaus'. Das Waschhaus wurde im durchgehend gewölbten Keller eingerichtet, im Parterre sollten neben Setzersaal und den Pressen auch ein kleines Kontor Platz finden. Für das Obergeschoss waren durch den ausführenden Maurermeister Fr. L. Winkler eine Privatwohnung konzipiert und im Dachgeschoss lediglich Kammern vorgesehen. Ein knappes Jahr später konnten die Gebäude bezogen werden. Neben Wohn- und Schlafräumen waren in der ersten Etage ein Vestibül mit Oberlicht vorhanden sowie Küche, Speisekammer, Mädchenstube, Garderobe, ein Einbauschrank und das Privet. 1884 lieferte Architekt Max Bösenberg Pläne für ein neu auf dem rückwärtigen Grundstück zu errichtendes Druckereigebäude, das aber nicht zur Ausführung kam. Hingegen wurden 1903 Umbauten an der eleganten Villa vorgenommen im Auftrag von Fabrikbesitzer Richard Otto Flügel und nach Plänen von Architekt Julius Zeißig. Für 1933/1934 ist eine Wohnungsteilung in den Erdgeschossräumen aktenkundig sowie 1935 bis 1936 ein weiterer, für den Umbau des Hauses zum Zweifamilienhaus mit einer Hausmannswohnung im Dachgeschoss. Hier wirkten Baurat Anton Käppler, Architekt und Baumeister Hermann Böttcher sowie die Firma Carl Brömme. Der VEB Blechverformungswerk richtete zwischen 1954 und 1958 eine Kinderkrippe im Erdgeschoss ein, ließ auch einen Heizungsschornstein neu aufführen. Noch heute hat das Haus seinen Charme bewahren können, durch die selten in Leipzig so stilsicher konzipierte neogotische Fassade. Natursteinformteile fassen Fenster und Türen und gliedern den verputzten Ziegelbau, die Fassade wurde in Gesamtheit mit einer Farbschicht überdeckt. Wenig zuträglich zum Erscheinungsbild des bemerkenswertes Hauses sind das Zementsteinpflaster des (Parkplatz-)Hofes und die grobschlächtigen Fenster, insbesondere der Hof- und Giebelseiten. Das architektonisch wertvolle Gebäude mit baugeschichtlichem und straßenbildprägendem Wert. LfD/2014 | 09264110 |
|                                         | Mietvilla, mit Villengarten und Einfriedung | Karl-Heine-Straße 33 (Karte)                                                                  | um 1880 (Mietvilla) | ursprünglich historistisches Putzbau des 19. Jahrhunderts, im Reformstil um 1910 umgebaut, auch Jugendstilelemente, Putz- und Steingliederungen, ortsentwicklungsgeschichtlich und baugeschichtlich von Bedeutung | 09264111 |
|                                         | Villa (Nr. 37) in halboffener Bebauung, mit Remisengebäude (Nr. 37a), Einfriedung und Vorgarten | Karl-Heine-Straße 37; 37a (Karte)                                                             | um 1880 (Villa) | historistischer Putzbau, Sandsteingliederungen, verschiedene Anbauten, ortsentwicklungsgeschichtlich von Bedeutung | 09264112 |
| Direkt Bild zu diesem Denkmal hochladen | Mietshaus in geschlossener Bebauung, mit zwei Werkstattgebäuden im Hof | Karl-Heine-Straße 39 (Karte)                                                                  | um 1870 (Mietshaus) | abgeknickte Putzfassade, Hofgebäude mit Klinkerfassaden, ortsentwicklungsgeschichtlich von Bedeutung | 09264113 |
|                                         | Ehemaliges Fabrikgebäude | Karl-Heine-Straße 41 (Karte)                                                                  | 1886 (Druckerei) | historistische Klinkerfassade in Formen der Neurenaissance, reiche Klinker- und Kunststeingliederung, schmiedeeiserne Maueranker, Tordurchfahrt, ortsentwicklungsgeschichtlich und baugeschichtlich von Bedeutung | 09264114 |
|                                         | Zwei Mietshäuser in geschlossener Bebauung und zwei Verkaufshallen in rückwärtiger Lage | Karl-Heine-Straße 43; 45 (Karte)                                                              | 1877-1878, Nummer 45 (Mietshaus), 1878-1879, Nummer 43 (Mietshaus), 1912 (Verkaufshalle), 1929 (Verkaufshalle)                                    | Wohn- und Gewerbekomplex mit baugeschichtlichem Wert, Hallenbau des Architekten Haller von besonderem architekturhistorischem Wert, als Unternehmung jüdischer Kaufleute mit personengeschichtlicher und wirtschaftsgeschichtlicher Bedeutung | 09306900 |
|                                         | Mietshaus in geschlossener Bebauung | Karl-Heine-Straße 47 (Karte)                                                                  | um 1900 (Mietshaus) | späthistoristische Klinkerfassade mit Kunststeingliederungen, risalitartige Eckgestaltung mit Erker, Läden, ortsentwicklungsgeschichtlich und baugeschichtlich von Bedeutung | 09298926 |
|                                         | Mietshaus in geschlossener Bebauung | Karl-Heine-Straße 49 (Karte)                                                                  | 1873-1874 (Mietshaus) | Putzfassade mit Sandsteingliederung, Ladenfront und Hausdurchgang mit Pilasterrahmung, ortsentwicklungsgeschichtlich von Bedeutung | 09264115 |
|                                         | Mietshaus in geschlossener Bebauung | Karl-Heine-Straße 51 (Karte)                                                                  | um 1905 (Mietshaus) | Putzfassade zwischen Späthistorismus und Jugendstil, Putz- und Kunststeingliederungen, leicht aus der Mitte gerückter Erker, seitliche Vorlage mit Tordurchfahrt, Laden, ortsentwicklungsgeschichtlich und baugeschichtlich von Bedeutung | 09264116 |
|                                         | Mietshaus in geschlossener Bebauung | Karl-Heine-Straße 53 (Karte)                                                                  | um 1895 (Mietshaus) | späthistoristische Putzfassade mit Kunststeingliederungen, aus der Mite verschobener Erker mit Turmhaube, seitliche Vorlage mit Tordurchfahrt, Läden, ortsentwicklungsgeschichtlich und baugeschichtlich von Bedeutung | 09264117 |
|                                         | Mietshaus in geschlossener Bebauung, mit Hofgebäude (Karl-Heine-Straße 55a) | Karl-Heine-Straße 55; 55a (Karte)                                                             | 1905-1906 (Mietshaus), 1895 (Hofgebäude) | Klinkerfassade in Formen des Späthistorismus, Kunststeingliederungen, leicht aus der Mitte gerückter Erker, darunter Tordurchfahrt, Läden, ortsentwicklungsgeschichtlich und baugeschichtlich von Bedeutung | 09298927 |
|                                         | Mietshaus in geschlossener Bebauung | Karl-Heine-Straße 57 (Karte)                                                                  | 1895 (Mietshaus) | späthistoristische Klinkerfassade mit Kunststein- und Klinkergliederungen, Erdgeschoss mit Travertinverkleidung, Hausdurchgang, weitgehend gleiche Fassadengestaltung wie Nachbarhaus Karl-Heine-Straße 59, ortsentwicklungsgeschichtlich und baugeschichtlich von Bedeutung | 09298928 |
|                                         | Mietshaus in geschlossener Bebauung | Karl-Heine-Straße 59 (Karte)                                                                  | um 1895 (Mietshaus) | späthistoristische Klinkerfassade mit Kunststein- und Klinkergliederungen, Läden, weitgehend gleiche Fassadengestaltung wie Nachbarhaus Karl-Heine-Straße 57, ortsentwicklungsgeschichtlich und baugeschichtlich von Bedeutung | 09298929 |
|                                         | Mietshaus in geschlossener Bebauung, mit Hofgebäude | Karl-Heine-Straße 61 (Karte)                                                                  | um 1895 (Mietshaus) | späthistoristische Klinkerfassade mit Putz- und Kunststeingliederungen, schmiedeeiserne Maueranker, Tordurchfahrt und Laden, Hofgebäude ursprünglich mit Putzfassade, ortsentwicklungsgeschichtlich und baugeschichtlich von Bedeutung | 09264118 |
|                                         | Mietshaus in halboffener Bebauung, mit Hofpflasterung | Karl-Heine-Straße 63 (Karte)                                                                  | um 1900 (Mietshaus) | späthistoristische Klinkerfassade mit Putz- und Kunststeingliederungen, Tordurchfahrt und Laden, ortsentwicklungsgeschichtlich von Bedeutung | 09291925 |
| Direkt Bild zu diesem Denkmal hochladen | Hofgebäude eines Mietshausgrundstückes, mit Anbau | Karl-Heine-Straße 67 (Karte)                                                                  | um 1870 (Nebengebäude) | Putzbau mit Sandsteingliederungen in Formen der Neurenaissance, ortsentwicklungsgeschichtlich von Bedeutung | 09298953 |
|                                         | Mietshaus in geschlossener Bebauung | Karl-Heine-Straße 69 (Karte)                                                                  | um 1880 (Mietshaus) | historistische Putzfassade mit Putz- und Steingliederungen, seitliche Vorlagen, Laden, ortsentwicklungsgeschichtlich und baugeschichtlich von Bedeutung | 09264119 |
|                                         | Mietshaus in geschlossener Bebauung | Karl-Heine-Straße 75 (Karte)                                                                  | um 1900 (Mietshaus) | späthistoristische Klinkerfassade mit Putz- und Kunststeingliederungen, Tordurchfahrt und Laden, ähnliche Fassadengestaltung wie Nachbarhaus Karl-Heine-Straße 77, ortsentwicklungsgeschichtlich und baugeschichtlich von Bedeutung | 09264120 |
|                                         | Mietshaus in geschlossener Bebauung | Karl-Heine-Straße 77 (Karte)                                                                  | um 1900 (Mietshaus) | späthistoristische Klinkerfassade mit Putz- und Kunststeingliederungen, Tordurchfahrt und Läden, ähnliche Fassadengestaltung wie Nachbarhaus Karl-Heine-Straße 75, ortsentwicklungsgeschichtlich und baugeschichtlich von Bedeutung | 09264121 |
|                                         | Mietshaus in geschlossener Bebauung | Karl-Heine-Straße 79 (Karte)                                                                  | um 1895 (Mietshaus) | späthistoristische Klinkerfassade mit reicher Kunststein- und Klinkergliederung, seitliche Vorlagen, teils mit Balkonen, Tordurchfahrt und Läden, ortsentwicklungsgeschichtlich und baugeschichtlich von Bedeutung | 09264122 |
|                                         | Mietshaus in geschlossener Bebauung | Karl-Heine-Straße 81 (Karte)                                                                  | um 1895 (Mietshaus) | späthistoristische Klinkerfassade mit Kunststein- und Klinkergliederung, seitliche Vorlage, korrespondierende Gestaltung mit Nachbarhaus Karl-Heine-Straße 79, zugesetzte Läden, ortsentwicklungsgeschichtlich und baugeschichtlich von Bedeutung | 09264123 |
|                                         | Mietshaus in geschlossener Bebauung | Karl-Heine-Straße 83 (Karte)                                                                  | um 1890 (Mietshaus) | späthistoristische Klinkerfassade mit Kunststeingliederungen, Tordurchfahrt und Läden, ortsentwicklungsgeschichtlich und baugeschichtlich von Bedeutung | 09264124 |
| Weitere Bilder                          | Ehemalige Fabrikanlage, bestehend aus mehreren Fabrikgebäuden, darunter Kontorhaus und Verwaltungsgebäude sowie Hofpflasterung | Karl-Heine-Straße 85; 85a; 85b; 85c; 87; 89; 91; 93; 93a; 93b; 93c (Karte)                    | 1882, Grundstückserwerb (Fabrik), 1951 (Fabrikhalle), 1951 (Verwaltungsgebäude), 1928, im Kern älter, später erweitert (Fabrikgebäude)            | Gebäude vorwiegend Klinkerfassaden, mit Klinker- und Kunststeingliederungen, rückwärtige Bauten in historistischen Formen, Straßenansicht durch Kontorhaus mit ursprünglich historistischer Putzfassade (Karl-Heine-Straße 93) sowie Werkhalle (Karl-Heine-Straße 87, 91) und Verwaltungsgebäude (Karl-Heine-Straße 85) von 1951 geprägt, weitgehend geschlossen erhaltene Fabrikanlage als wichtiges Zeugnis der Stellung Leipzigs als einstiges Zentrum des Maschinenbaus, ortsentwicklungsgeschichtlich, baugeschichtlich und industriegeschichtlich von Bedeutung | 09264125 |
|                                         | Fabrikgebäude | Karl-Heine-Straße 97 (Karte)                                                                  | um 1915 (Fabrikgebäude) | Stahlbetonskelettbau mit verputzter Rasterfassade, ursprünglich Teil der ausgedehnten Fabrikanlagen der international tätigen Landmaschinenfabrik Rud. Sack (siehe auch Gießerstraße 12, Karl-Heine-Straße 101 und 105 sowie Weißenfelser Straße 67), Zeugnis der Bedeutung Leipzigs als einstiges Zentrum des Maschinenbaus, ortsentwicklungsgeschichtlich, baugeschichtlich und industriegeschichtlich von Bedeutung | 09264126 |
|                                         | Ehemaliges Kontorgebäude | Karl-Heine-Straße 101 (Karte)                                                                 | um 1875 (Kontorhaus) | schlichter Putzbau mit Steingliederungen und flachem Satteldach, Verandaanbau, teils in Fachwerkkonstruktion, Hauptfront mit flacher Vorlage, ehemals Teil der ausgedehnten Fabrikanlagen der international tätigen Landmaschinenfabrik Rud. Sack (siehe auch Gießerstraße 12, Karl-Heine-Straße 97 und 105 sowie Weißenfelser Straße 67), Zeugnis der Bedeutung Leipzigs als einstiges Zentrum des Maschinenbaus, ortsentwicklungsgeschichtlich, industriegeschichtlich und baugeschichtlich von Bedeutung | 09299156 |
|                                         | Flugzeug | Karl-Heine-Straße 103 (Karte)                                                                 | 1960, Indienststellung (Flugzeug) | ehemaliges Verkehrsflugzeug der DDR-Fluggesellschaft Interflug, Typ Iljuschin IL 18, Betriebszeit 1960–87, Zeugnis der Luftfahrtgeschichte der DDR, verkehrsgeschichtlich und technikgeschichtlich von Bedeutung | 09299973 |
|                                         | Ehemalige Gießereihalle einer Fabrikanlage, heute Veranstaltungsort | Karl-Heine-Straße 105 (Karte)                                                                 | 1894 (Fabrikhalle) | Putzfassade über Bruchsteinsockel, ehemals Teil der ausgedehnten Fabrikanlagen der Landmaschinenfabrik Rud. Sack (siehe auch Gießerstraße 12, Karl-Heine-Straße 97 und 101 sowie Weißenfelser Straße 67), Zeugnis der Bedeutung Leipzigs als einstiges Zentrum des Maschinenbaus, ortsentwicklungsgeschichtlich, industriegeschichtlich und baugeschichtlich von Bedeutung | 09264127 |
|                                         | Fabrikgebäude mit Einfriedung und Vorgarten | Karl-Heine-Straße 107; 109; 111 (Karte)                                                       | um 1885 (Fabrik) | dreiteiliger Gebäudekomplex, Stahlbetonskelettbau mit Klinker-Putz-Fassade im Reformstil um 1910, flankiert von älteren, historistischen Ziegelgebäuden, straßenseitig Grünstreifen mit schmiedeeiserner Einfriedung, Fa. Brehmer einst weltweit bedeutender Produzent von Buchbindereimaschinen, Zeugnis der Industrieentwicklung in Plagwitz, ortsentwicklungsgeschichtliche, baugeschichtliche und industriegeschichtliche Bedeutung | 09264128 |
| Direkt Bild zu diesem Denkmal hochladen | Einzeldenkmale der Wohnanlage Wohnungsbaugesellschaft Leipzig-West: 20 Mehrfamilienhäuser einer Wohnanlage (siehe auch Sachgesamtheitsdokument - Obj. 09304789) | Klarastraße 1; 2; 3; 4; 5; 6; 7; 8; 9; 10; 11; 12; 13; 14; 15; 16; 17; 18; 19; 22 (Karte)     | 1927-1928 (Mehrfamilienwohnhaus) | zeittypische Wohnanlage der 1920er Jahre, Zeugnis des sozialen Wohnungsbaues der Weimarer Republik, Putzbauten, teils mit Klinkergliederungen, Einflüsse des Art déco und des Neuen Bauens, siehe auch Antonienstraße 14-22, Einsteinstraße 2-20, Limburger Straße 23-33 und Zschochersche Straße 81-105, Architekt: Richard Wagner, baugeschichtlich, sozialgeschichtlich und ortsentwicklungsgeschichtlich von Bedeutung | 09263719 |
| Direkt Bild zu diesem Denkmal hochladen | Sachgesamtheit Wohnanlage Wohnungsbaugesellschaft Leipzig-West, mit den Einzeldenkmalen: Mehrfamilienhäuser in Blockbebauung (siehe Einzeldenkmalliste - Obj. 09264308, Zschochersche Straße 81-105), Mehrfamilienhäuser in Blockbebauung (siehe Einzeldenkmalliste - Obj. 09264309, Antonienstraße 14-22), acht Mehrfamilienhäuser als zwei Wohnblöcke (siehe Einzeldenkmalliste - Obj. 09263719, Klarastraße 1, 3, 5, 7 und Klarastraße 2, 4, 6, 8), Mehrfamilienhäuser in Blockbebauung (siehe Einzeldenkmalliste - Obj. 09263719, Klarastraße 9-20), Mehrfamilienhäuser als Blockbebauung (siehe Einzeldenkmalliste - Obj. 09298846, Limburger Straße 23-33) und vier Mehrfamilienhäuser als Wohnblock (siehe Einzeldenkmalliste - Obj. 09298844, Einsteinstraße 2, 4, 6, 8) und Mehrfamilienhäuser in Blockbebauung (siehe Einzeldenkmalliste - Obj. 09298844, Einsteinstraße 10-20), mit Vorgärten an der Antonien-, Einstein- und Klarastraße, begrünten Innenhöfen und den Sachgesamtheitsteilen: weitere Mehrfamilienhäuser (Einsteinstraße 10, Klarastraße 20 und Limburger Straße 33a, ergänzende Neubauten) | Klarastraße 1; 2; 3; 4; 5; 6; 7; 8; 9; 10; 11; 12; 13; 14; 15; 16; 17; 18; 19; 20; 22 (Karte) | 1926-1929 (Wohnanlage) | zeittypische Wohnanlage der 1920er Jahre, Zeugnis des sozialen Wohnungsbaues der Weimarer Republik, in verschiedenen Typen entworfene Putzbauten, teils mit Klinkergliederungen, Einflüsse des Art déco und des Neuen Bauens, Architekt: Richard Wagner, baugeschichtlich, sozialgeschichtlich und ortsentwicklungsgeschichtlich von Bedeutung | 09304789 |
|                                         | Mietshaus in halboffener Bebauung mit Pfeiler der seitlichen Hofeinfahrt | Klingenstraße 1 (Karte)                                                                       | um 1900 (Mietshaus) | späthistoristische Klinkerfassade mit Kunststein- und Klinkergliederungen, ortsentwicklungsgeschichtlich und baugeschichtlich von Bedeutung | 09264132 |
|                                         | Mietshaus in halboffener Bebauung | Klingenstraße 2 (Karte)                                                                       | um 1905 (Mietshaus) | Klinkerfassade mit Kunststeingliederungen in Jugendstilformen, gestalterisch weitgehend in Übereinstimmung mit Klingenstraße 4 und 6, ehemals Laden, baugeschichtlich und ortsentwicklungsgeschichtlich von Bedeutung | 09264133 |
|                                         | Mietshaus in geschlossener Bebauung | Klingenstraße 3 (Karte)                                                                       | um 1905 (Mietshaus) | späthistoristische Klinkerfassade mit Kunststeingliederungen, ortsentwicklungsgeschichtlich und baugeschichtlich von Bedeutung | 09264134 |
|                                         | Mietshaus in geschlossener Bebauung, mit Hinterhaus | Klingenstraße 4 (Karte)                                                                       | um 1905 (Mietshaus) | Klinkerfassade mit Kunststeingliederungen in Jugendstilformen, gestalterisch weitgehend in Übereinstimmung mit Klingenstraße 2 und 6, ortsentwicklungsgeschichtlich und baugeschichtlich von Bedeutung | 09264135 |
|                                         | Mietshaus in halboffener Bebauung mit Hofgebäude | Klingenstraße 5 (Karte)                                                                       | um 1900 (Mietshaus) | späthistoristische Klinkerfassade mit Kunststein- und Klinkergliederungen, Hofgebäude Klinkerfassade mit Klinkergliederung, ortsentwicklungsgeschichtlich und baugeschichtlich von Bedeutung | 09264136 |
|                                         | Mietshaus in halboffener Bebauung | Klingenstraße 6 (Karte)                                                                       | um 1905 (Mietshaus) | Klinkerfassade mit Kunststeingliederungen in Jugendstilformen, gestalterisch weitgehend in Übereinstimmung mit Klingenstraße 2 und 4, ortsentwicklungsgeschichtlich und baugeschichtlich von Bedeutung | 09264137 |
| Direkt Bild zu diesem Denkmal hochladen | Mietshaus in offener Bebauung | Klingenstraße 7 (Karte)                                                                       | um 1895 (Mietshaus) | historistische Klinkerfassade mit Klinker- und Steingliederungen, ortsentwicklungsgeschichtlich und baugeschichtlich von Bedeutung | 09264138 |
| Direkt Bild zu diesem Denkmal hochladen | Ehemalige Fabrikanlage mit mehreren Fabrikgebäuden (Limburgerstraße 74a-d und Klingenstraße 15c), einem Verwaltungs- und Laborgebäude (Limburger Straße 72) sowie einer Fabrikhalle (Gießerstraße 46) und der Atlasfigur an der Tordurchfahrt | Klingenstraße 15c (Karte)                                                                     | 1897 (Fabrikanlagenteil), 1910, Hauptgebäude (Fabrikgebäude), 1907 (Fabrikhalle)                                                                  | reich gegliederte Klinkerbauten in späthistoristischen und jugendstiligen Formen, verschiedentlich eiserne Zieranker, innere Konstruktion teils in Stahlbeton, überlebensgroße Steinplastik des globustragenden Atlas, Fritz Schulz jun. Aktiengesellschaft einst weltweit tätiger Hersteller von Reinigungs-, Pflege- und Schädlingsbekämpfungsmitteln, Zeugnis für die Entwicklung von Plagwitz zum bedeutenden Industriestandort, ortsentwicklungsgeschichtliche, baugeschichtliche und industriegeschichtliche Bedeutung | 09264164 |
| Direkt Bild zu diesem Denkmal hochladen | Mietshaus, ehemals Fabrikgebäude, mit Produktionshalle und Schornstein | Klingenstraße 20; 20a (Karte)                                                                 | 1899 (als Harmoniumfabrik), 1899 (Schornstein), 1899 (Fabrikhalle)                                                                                | Putzfassade mit Putz- und Klinkergliederungen, ortsentwicklungsgeschichtlich und industriegeschichtlich von Bedeutung | 09264141 |
| Weitere Bilder                          | Mietshaus in halboffener Bebauung, mit Hinterhaus | Klingenstraße 26; 26a (Karte)                                                                 | 1910 (Mietshaus) | Putzfassade im Reformstil um 1910, Putzgliederungen mit geometrisierendem Dekor, Erdgeschoss mit Sandstein verkleidet, ehemals Laden, ortsentwicklungsgeschichtlich und baugeschichtlich von Bedeutung | 09264143 |
|                                         | Doppelmietshaus in offener Bebauung (Klingenstraße 27 und Siemensstraße 45) | Klingenstraße 27 (Karte)                                                                      | um 1905 (Doppelmietshaus) | späthistoristische Putz-Klinker-Fassade mit Kunststeingliederung, abgeschrägte Ecke mit Ziergiebel, ehemals Gaststätte, ortsentwicklungsgeschichtlich und baugeschichtlich von Bedeutung | 09264144 |
|                                         | Mietshaus in geschlossener Bebauung mit seitlicher Hofeinfahrt | Klingenstraße 28 (Karte)                                                                      | um 1910 (Mietshaus) | Putzfassade im Reformstil um 1910, Putzgliederungen mit geometrisierendem Dekor, Erdgeschoss mit Sandsteinverkleidung, ähnliche Gestaltung wie Klingenstraße 26, ortsentwicklungsgeschichtlich und baugeschichtlich von Bedeutung | 09264145 |
| Direkt Bild zu diesem Denkmal hochladen | Mietshaus in halboffener Bebauung | Klingenstraße 29 (Karte)                                                                      | um 1895 (Mietshaus) | historistische Putzfassade mit Putz- und Kunststeingliederungen, Laden, ortsentwicklungsgeschichtlich und baugeschichtlich von Bedeutung | 09264146 |
|                                         | Mietshaus in offener Bebauung mit seitlichen Toreinfahrten und Pflasterung in den Einfahrten sowie Werkstattgebäude im Hof | Klingenstraße 30; 30a (Karte)                                                                 | um 1905 (Mietshaus) | reiche Putzfassade in Formen des ausklingenden Historismus und Jugendstils, Putzgliederungen, Mittenbetonung durch flache Vorlage in den Obergeschossen, an den Einfahrten schmiedeeiserne Tore, nach Glasbeschriftung über Hauseingang in DDR-Zeiten Stadtambulatorium, ortsentwicklungsgeschichtlich, sozialgeschichtlich und baugeschichtlich von Bedeutung | 09264148 |
| Direkt Bild zu diesem Denkmal hochladen | Mietshaus in halboffener Bebauung mit Hinterhaus | Klingenstraße 31 (Karte)                                                                      | um 1900 (Mietshaus) | historistische Putzfassade mit Kunststeingliederungen, ehemals Laden, Hinterhaus schlichter Putzbau, ortsentwicklungsgeschichtlich und baugeschichtlich von Bedeutung | 09299221 |
|                                         | Doppelmietshaus in offener Bebauung mit seitlicher Toreinfahrt (bei Nr. 32) | Klingenstraße 32; 34 (Karte)                                                                  | um 1910 (Doppelmietshaus) | Putzfassade im Reformstil um 1910, Putzgliederungen und akzentuierender Putzdekor, Toreinfahrt mit eisernen Torflügeln, ortsentwicklungsgeschichtlich und baugeschichtlich von Bedeutung | 09264149 |
| Direkt Bild zu diesem Denkmal hochladen | Mietshaus in halboffener Bebauung mit ehemaliger Möbelfabrik im Hof und historischer Werbeschrift am Giebel | Klingenstraße 35 (Karte)                                                                      | 1890 (Mietshaus) | Klinkerfassade, geätzte Treppenhausfenster, Wohn- und Gewerbegrundstück mit Geschichts- und Dokumentationswert | 09264150 |
| Direkt Bild zu diesem Denkmal hochladen | Mietshaus in offener Bebauung | Klingenstraße 37 (Karte)                                                                      | 1898 (Mietshaus) | späthistoristische Klinkerfassade mit Kunststeingliederungen, seitlich flache Vorlagen, ortsentwicklungsgeschichtlich und baugeschichtlich von Bedeutung Denkmaltext Bauunternehmer Franz Schöbel aus Dölitz führte den viergeschossigen Mietshausneubau selbst nach Entwurf des Architekten Oscar George im Jahr 1898 aus. Zeitgleich entstand auf dem größeren Wohn- und Gewerbegrundstück ein zweigeschossiges Werkstatt- und Waschküchengebäude durch Maurermeister Friedrich Traber, Inhaber der Firma Adolf Note Nachf. Folgende weitere Eigentümer sind namhaft: Schlossermeister Edmund Werner und Kaufmann Eduard Haber, Emma verw. Werner geb. Kaiser, Buchhalter Wilhelm Werner, Otto Arnold's Möbelmagazin. Streng axial im Fassadenaufbau steht das Haus in offener Bebauung mit verputztem Erdgeschoss und Klinkerfassade, Kunststeinformteile gliedern die Fassade, der ehemalige Stuckdekor ist verloren. Reste von Schablonenmalerei im originalen Treppenhaus sind erhalten, wohingegen die farbig geätzten Scheiben der Treppenhausfenster in den Jahren des Leerstandes zerstört wurden. Als Zeugnis der Stadtentwicklung um 1900 im Leipziger Südwesten und des damals charakteristischen Mietwohnungsbaus erlangt das Objekt ortsentwicklungsgeschichtliche und baugeschichtliche Bedeutung. LfD/2010 | 09264151 |
| Direkt Bild zu diesem Denkmal hochladen | Mietshaus in halboffener Bebauung in Ecklage | Klingenstraße 44 (Karte)                                                                      | um 1910 (Mietshaus) | Putzbau im Reformstil um 1910, Putzgliederungen, abgerundete Ecke mit Eckladen, flache Vorlagen, zur Antonienstraße seitliches Zwerchhaus, straßenbildprägende Lage, ortsentwicklungsgeschichtlich von Bedeutung | 09298992 |
|                                         | Mietshaus in geschlossener Bebauung | Kolbestraße 3 (Karte)                                                                         | um 1890 (Mietshaus) | historistische Putz-Klinker-Fassade mit Klinker-, Putz- und Kunststeingliederungen, durch Pilasterschmuck betonte Seitenachsen, Tordurchfahrt, ortsentwicklungsgeschichtlich und baugeschichtlich von Bedeutung | 09263514 |
|                                         | Mietshaus in geschlossener Bebauung | Kolbestraße 5 (Karte)                                                                         | 1894-1895 (Mietshaus) | opulente Putzfassade in barockisierenden Formen, Putz- und Kunststeingliederungen, Tordurchfahrt, baugeschichtlich und stadtteilentwicklungsgeschichtlich von Bedeutung Denkmaltext In Personalunion zeichnet Maurermeister Gustav Thon aus Plagwitz für das 1894-1895 erbaute Mietshaus in der damaligen Moltkestraße verantwortlich. Grundstückseigentümer waren u. a. ab 1899 Tischlermeister Carl Friedrich Lehmann, ab 1906 Tischlermeisterehefrau Anna August Lehmann, Louise verw. Frenzel ab 1911, Fabrikbesitzer Gustav Lehmann ab 1919 sowie Anna Auguste verw. Lehmann geb. Lorenz und Anna Gertrud ehl. Kühn geb. Lehmann in Grimma seit 1931 bzw. 1948. Aktenkundig Pläne für eine Funktionsbereichsmodernisierung 1987 durch die GWL und den VEB Baureparaturen Leipzig. Der Fassadenentwurf für das 17,30 m breite Haus mit kräftiger Mittenbetonung durch Rundbogenportal (Blattmaske im Schlussstein), zweigeschossige Pilasterrahmung der Achse sowie reichen Stuckdekor. Insbesondere in den beiden mittleren Geschossen kräftig profilierte Fensterrahmungen, im Erdgeschoss Putznutung. Für die mit Gauben versehene Mansarde war Schieferdeckung vorgesehen. Zwei Wohnungen je Etage mit Ausnahme des Dachgeschosses, wofür drei Wohnungen geplant waren. Die Ausstattung des ehemals prächtigen Gründerzeithauses weitgehend erhalten, u. a. Stuckkehlen im Eingangsbereich, Holztreppenhaus und Treppenhausfenster mit Resten farbiger Bleiverglasung. Stadtteilentwicklungsgeschichtlich von Bedeutung sowie Aussagewert zum Mietshausarchitektur um 1900. LfD/2011 | 09298871 |
|                                         | Mietshaus in geschlossener Bebauung | Kolbestraße 6 (Karte)                                                                         | um 1890 (Mietshaus) | historistische Putzfassade mit Kunststein- und Putzgliederungen, Tordurchfahrt und ehemals Laden, ortsentwicklungsgeschichtlich von Bedeutung | 09298872 |